# Cristiano Ronaldo
Cristiano Ronaldo dos Santos Aveiro GOIH ComM (phát âm tiếng Bồ Đào Nha: [kɾiʃˈtjɐnu ʁɔˈnaldu]; sinh ngày 5 tháng 2 năm 1985) là một cầu thủ bóng đá chuyên nghiệp người Bồ Đào Nha hiện đang thi đấu ở vị trí tiền đạo và là đội trưởng của câu lạc bộ Saudi Pro League Al Nassr và đội tuyển bóng đá quốc gia Bồ Đào Nha. Được đánh giá là một trong những cầu thủ vĩ đại nhất mọi thời đại, Ronaldo đã giành được vô số giải thưởng cá nhân trong suốt sự nghiệp của mình bao gồm năm Quả bóng vàng, kỷ lục ba lần nhận giải thưởng Cầu thủ nam xuất sắc nhất năm của UEFA, và bốn Chiếc giày vàng châu Âu – nhiều nhất trong số các cầu thủ châu Âu. Anh đã giành được 33 danh hiệu trong sự nghiệp của mình, bao gồm 7 chức vô địch quốc gia, 5 cúp UEFA Champions League, 1 cúp UEFA Euro và 1 cúp UEFA Nations League. Ronaldo nắm giữ các kỷ lục về số lần ra sân nhiều nhất (183), nhiều bàn thắng nhất (140) và nhiều pha kiến tạo nhất (42) ở Champions League, nhiều bàn thắng nhất ở giải vô địch châu Âu (14), nhiều bàn thắng quốc tế nhất (135) và có số lần ra sân quốc tế nhiều nhất (217). Anh là một trong số ít những cầu thủ đã có hơn 1.200 lần ra sân trong sự nghiệp chuyên nghiệp, nhiều nhất đối với một cầu thủ không phải thủ môn, và đã ghi hơn 900 bàn thắng chính thức trong sự nghiệp cho câu lạc bộ và đội tuyển quốc gia, giúp anh trở thành cầu thủ ghi nhiều bàn thắng nhất mọi thời đại.
Ronaldo bắt đầu sự nghiệp chuyên nghiệp của mình trong màu áo Sporting CP, trước khi ký hợp đồng với Manchester United vào năm 2003, giành FA Cup trong mùa giải đầu tiên. Anh sau đó liên tiếp giành được ba chức vô địch Premier League, Champions League và FIFA Club World Cup; ở tuổi 23, anh đã giành được Quả bóng vàng đầu tiên. Ronaldo là thương vụ chuyển nhượng đắt giá nhất thế giới bóng đá thời điểm đó khi anh ký hợp đồng với Real Madrid vào năm 2009 với giá trị chuyển nhượng 94 triệu euro (80 triệu bảng). Anh đóng vai trò quan trọng và tạo thành bộ ba tấn công cùng Karim Benzema và Gareth Bale, giúp Real Madrid giành bốn chức vô địch Champions League từ 2014 đến 2018, bao gồm cả La Décima. Trong khoảng thời gian này, Ronaldo đã liên tiếp giành Quả bóng vàng vào các năm 2013 và 2014, một lần nữa vào các năm 2016 và 2017, đồng thời ba lần về nhì sau Lionel Messi, đối thủ được coi là lớn nhất trong sự nghiệp của mình. Anh cũng trở thành cầu thủ ghi bàn nhiều nhất mọi thời đại của câu lạc bộ và cầu thủ ghi bàn nhiều nhất mọi thời đại ở đấu trường Champions League, đồng thời còn là vua phá lưới của giải đấu này trong sáu mùa giải liên tiếp từ 2012 đến 2018. Cùng với Real, Ronaldo đã giành được hai chức vô địch La Liga, hai Copa del Rey, bốn Champions League, ba Siêu cúp UEFA và ba Club World Cup. Năm 2018, anh ký hợp đồng với Juventus với giá trị chuyển nhượng ban đầu là 100 triệu euro (88 triệu bảng Anh), thương vụ chuyển nhượng đắt giá nhất cho một câu lạc bộ Ý và cho một cầu thủ trên 30 tuổi. Anh đã giành được hai chức vô địch Serie A, hai Supercoppa Italiana và một Coppa Italia, trở thành Cầu thủ xuất sắc nhất Serie A và là cầu thủ bóng đá đầu tiên kết thúc mùa giải với tư cách Vua phá lưới ở các giải vô địch quốc gia Anh, Tây Ban Nha và Ý. Anh trở lại Manchester United vào năm 2021 và kết thúc mùa giải trọn vẹn duy nhất của mình với tư cách là cầu thủ ghi nhiều bàn thắng nhất của câu lạc bộ, trước khi anh bị chấm dứt hợp đồng vào năm 2022. Năm 2023, Ronaldo ký hợp đồng với Al Nassr.
Ronaldo đã có trận ra mắt cho đội tuyển bóng đá quốc gia Bồ Đào Nha vào năm 2003 ở tuổi 18 và kể từ đó đến nay đã có hơn 200 lần ra sân, anh trở thành cầu thủ khoác áo đội tuyển Bồ Đào Nha nhiều nhất. Với hơn 100 bàn thắng ở cấp độ quốc tế, anh cũng là tay săn bàn số một mọi thời đại của đất nước quê hương mình. Ronaldo đã góp mặt và lập công tại 11 giải đấu lớn; anh ghi bàn thắng quốc tế đầu tiên của mình tại Euro 2004, nơi anh đã giúp Bồ Đào Nha lọt vào trận chung kết. Anh đảm nhận băng đội trưởng của đội tuyển quốc gia vào tháng 7 năm 2008. Năm 2015, Ronaldo được Liên đoàn bóng đá Bồ Đào Nha bầu chọn là cầu thủ Bồ Đào Nha xuất sắc nhất mọi thời đại. Năm sau đó, anh đã dẫn dắt Bồ Đào Nha lên ngôi vô địch giải đấu lớn đầu tiên của họ tại Euro 2016, và nhận Chiếc giày bạc với tư cách cầu thủ ghi bàn nhiều thứ hai của giải. Anh cũng hai lần dẫn dắt họ giành chức vô địch UEFA Nations League vào các năm 2019 và 2025, và sau đó nhận Chiếc giày vàng với tư cách Vua phá lưới của Euro 2020.
Là một trong những vận động viên nổi tiếng và được tiếp thị nhiều nhất thế giới, Ronaldo được Forbes xếp là vận động viên được trả lương cao nhất thế giới vào các năm 2016, 2017 và 2023, cũng như được ESPN bình chọn là vận động viên nổi tiếng nhất thế giới từ năm 2016 đến năm 2019. Time đưa anh vào danh sách 100 người có ảnh hưởng nhất trên thế giới năm 2014. Ronaldo là vận động viên nổi tiếng nhất trên mạng xã hội, với hơn 1 tỷ người theo dõi trên các nền tảng Facebook, Twitter, YouTube và Instagram, trở thành người đầu tiên đạt được thành tích này. Năm 2020, Ronaldo được vinh danh trong Ballon d'Or Dream Team và anh là cầu thủ bóng đá đầu tiên, cũng như là vận động viên thể thao thứ ba, kiếm được 1 tỷ USD trong suốt sự nghiệp.

## Thiếu thời
Cristiano Ronaldo dos Santos Aveiro sinh ngày 5 tháng 2 năm 1985 ở São Pedro, Funchal, thủ phủ của hòn đảo Madeira thuộc Bồ Đào Nha và lớn lên tại Santo António. Anh là con thứ tư và là con út của Maria Dolores dos Santos Viveiros da Aveiro, từng làm đầu bếp trong ngành công nghiệp khách sạn cũng như là một người giúp việc nhà, và José Dinis Aveiro, một người làm vườn cho chính quyền địa phương tại Junta de Freguesia của Santo António và còn làm thêm kit man bán thời gian cho câu lạc bộ bóng đá Andorinha. Bà cố nội của anh, Isabel da Piedade, một người phụ nữ gốc Phi, sinh ra trên đảo São Vicente tại Cape Verde khi đó đang là thuộc địa của Bồ Đào Nha, và đã chuyển đến đảo Madeira năm 16 tuổi. Ronaldo có một người anh trai, Hugo và hai chị gái, Elma và Liliana Cátia "Katia". Anh được đặt tên theo nam diễn viên và Tổng thống Hoa Kỳ Ronald Reagan, người mà cha anh rất ngưỡng mộ. Mẹ anh tiết lộ rằng bà từng muốn phá thai vì gia cảnh nghèo khó, cha anh nghiện rượu và đã có quá nhiều con, nhưng bác sĩ của bà đã từ chối thực hiện phẫu thuật. Ronaldo lớn lên trong một gia đình nghèo khó theo đạo Công giáo, phải ở chung phòng với tất cả các anh chị của mình.
Khi còn là một đứa trẻ, Ronaldo chơi cho Andorinha từ năm 1992 đến năm 1995, nơi cha anh đang làm kit man, và sau đó đã có hai năm tại Nacional. Năm 1997, ở tuổi 12, anh đã có ba ngày thử việc với Sporting CP rồi ký hợp đồng gia nhập câu lạc bộ này với mức phí 1.500 bảng. Sau đó, anh chuyển từ Madeira đến Lisbon để gia nhập vào học viện trẻ của Sporting CP. Năm 14 tuổi, trong khi đang gặp khó khăn với việc học ở trường Escola EB2 de Telheiras thuộc khu vực Telheiras của Lisbon, Ronaldo tin mình có khả năng thi đấu ở cấp độ bán chuyên nghiệp và đã thống nhất với mẹ mình cùng gia sư tại Sporting CP, Leonel Pontes, về việc bỏ học để tập trung hoàn toàn vào bóng đá. Đối mặt với cuộc sống học đường đầy rẫy khó khăn và sống xa gia đình ở Madeira, anh đã không hoàn thành việc học sau lớp 6. Dù được bạn bè trong trường yêu mến, anh đã bị đuổi học sau khi ném ghế vào một giáo viên, người mà Ronaldo cho là đã "không tôn trọng" anh. Một năm sau, anh được chẩn đoán mắc chứng tim đập nhanh, một tình trạng bệnh có thể khiến anh phải từ bỏ việc chơi bóng. Ronaldo trải qua cuộc phẫu thuật sử dụng tia laser đốt một số đường dẫn truyền trong tim để tim chỉ còn một đường dẫn nhịp duy nhất, điều này làm thay đổi nhịp tim lúc nghỉ của anh. Anh được xuất viện vài giờ sau ca phẫu thuật và tiếp tục tập luyện vài ngày sau đó. Vào năm 2021, mẹ của Ronaldo là Dolores Aveiro đã phát biểu trong một cuộc phỏng vấn trên kênh truyền hình chính thức của Sporting CP (Sporting TV) rằng con trai bà sẽ trở thành một thợ hồ nếu như không trở thành cầu thủ bóng đá chuyên nghiệp.
Khi lớn lên, Ronaldo thần tượng hai cầu thủ bóng đá người Brazil là Ronaldinho và Ronaldo Nazário, và đã mô tả họ là những người viết nên "một trang sử tuyệt đẹp cho bóng đá".

## Sự nghiệp câu lạc bộ

### Sporting CP (2002–2003)
Sau khi gây ấn tượng mạnh trong màu áo các đội trẻ của Sporting, Ronaldo được huấn luyện viên trưởng László Bölöni đôn lên đội hình chính. Vào ngày 14 tháng 8 năm 2002, khi mới 17 tuổi, anh có trận đấu chính thức đầu tiên cho đội một trong trận gặp Inter Milan ở sân vận động José Alvalade thuộc khuôn khổ vòng loại UEFA Champions League, cũng như ra mắt tại Primeira Liga trong trận đấu với Braga – rồi tới ngày 7 tháng 10, Ronaldo ghi hai bàn trong chiến thắng 3–0 trước Moreirense, đánh dấu những pha lập công đầu tiên cho đội một. Trong suốt mùa giải 2002–03, người đại diện của Ronaldo đã giới thiệu cầu thủ người Bồ Đào Nha với huấn luyện viên Liverpool Gérard Houllier và chủ tịch Barcelona Joan Laporta. Huấn luyện viên Arsenal Arsène Wenger – người rất quan tâm đến việc chiêu mộ anh – đã trực tiếp gặp Ronaldo tại sân vận động của Arsenal vào tháng 11 để thảo luận về một thương vụ chuyển nhượng tiềm năng.
Huấn luyện viên Manchester United Alex Ferguson đã quyết tâm chiêu mộ Ronaldo bằng mọi giá sau khi Sporting đánh bại United 3–1 trong trận đấu khánh thành sân vận động José Alvalade vào ngày 6 tháng 8 năm 2003. Ban đầu, United dự định sẽ ký hợp đồng với Ronaldo và cho anh trở lại thi đấu cho Sporting theo dạng cho mượn trong một năm. Tuy nhiên, sau khi chứng kiến màn trình diễn của anh, các cầu thủ United đã thúc giục Ferguson ký hợp đồng với Ronaldo. Sau trận đấu, Ferguson đồng ý trả cho Sporting 12,24 triệu bảng Anh để mang về "một trong những cầu thủ trẻ thú vị nhất" mà ông từng chứng kiến.

### Manchester United

#### 2003–2007: Phát triển sự nghiệp và đột phá
—Cựu cầu thủ Manchester United George Best ca ngợi Cristiano Ronaldo 18 tuổi vào năm 2003.
Manchester United đã ký hợp đồng với Ronaldo vào ngày 12 tháng 8 năm 2003 với mức giá 12 triệu bảng, thiết lập kỷ lục chuyển nhượng tại Anh dành cho một cầu thủ trẻ. Thương vụ này cũng khiến anh trở thành cầu thủ người Bồ Đào Nha đầu tiên gia nhập câu lạc bộ.
Mặc dù Ronaldo yêu cầu được mặc áo số 28, số áo của anh khi còn ở Sporting, nhưng anh đã được trao chiếc áo số 7, trước đó từng thuộc về những danh thủ của Man United như George Best, Eric Cantona và David Beckham. Việc khoác lên mình chiếc áo số 7 đã trở thành một nguồn động lực lớn lao cho Ronaldo. Một nhân tố quan trọng ảnh hưởng đến sự thăng tiến của Ronaldo tại Anh chính là Ferguson, người mà sau này Ronaldo gọi là "người cha trong lĩnh vực thể thao, một trong những nhân tố quan trọng và có ảnh hưởng nhất đến sự nghiệp của tôi."

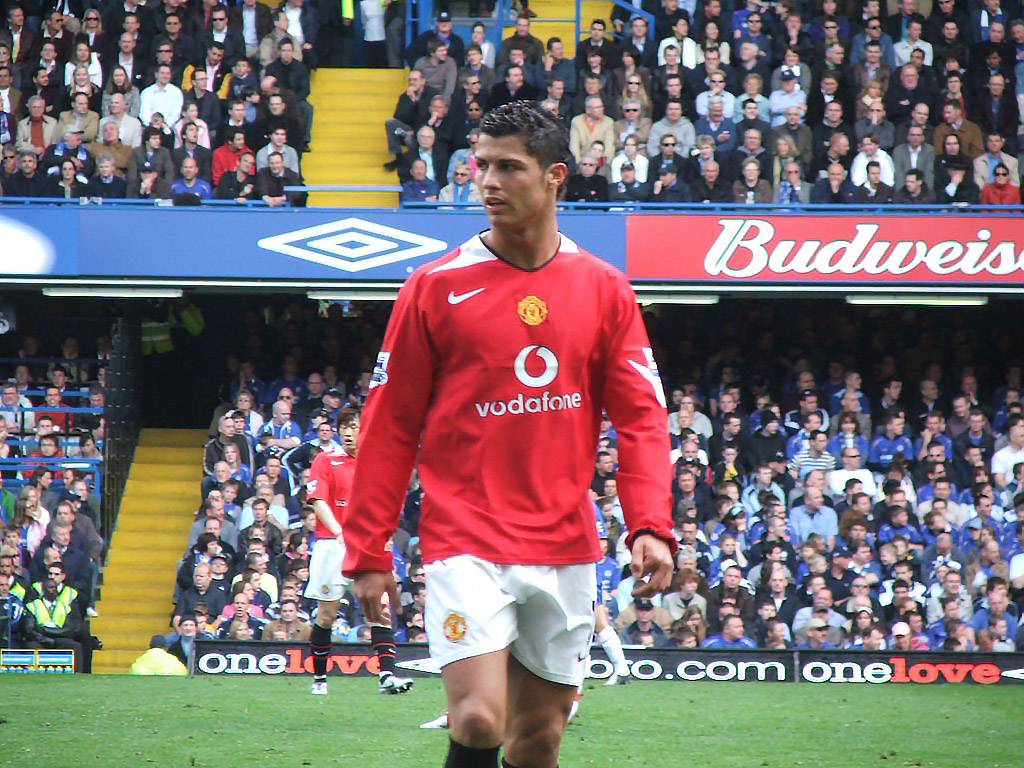
Ronaldo chơi cho Manchester United trong trận đấu với Chelsea ở Premier League mùa giải 2005–06

Ronaldo có trận ra mắt tại Premier League từ băng ghế dự bị trong chiến thắng 4–0 trên sân nhà trước Bolton Wanderers vào ngày 16 tháng 8 năm 2003. Màn trình diễn của anh còn nhận được lời khen có cánh từ George Best, người đã gọi đây là "màn ra mắt thú vị nhất" mà ông từng chứng kiến. Ronaldo ghi bàn thắng đầu tiên cho Manchester United từ một quả đá phạt trong chiến thắng 3–0 trước Portsmouth vào ngày 1 tháng 11. Gần cuối mùa giải, anh nhận tấm thẻ đỏ đầu tiên trong sự nghiệp. Ronaldo kết thúc mùa giải đầu tiên của mình ở Anh bằng việc ghi bàn mở tỷ số trong chiến thắng 3–0 của United trước Millwall tại chung kết FA Cup 2004, qua đó giành được danh hiệu đầu tiên cùng Quỷ Đỏ. Chuyên gia bóng đá của BBC Alan Hansen đã mô tả anh là ngôi sao sáng nhất trận chung kết. Mặc dù báo chí Anh từng chỉ trích Ronaldo vì những pha đảo chân "rườm rà" của anh nhằm cố gắng vượt qua cầu thủ đối phương, song người đồng đội Gary Neville lại cho rằng anh "không phải là một cầu thủ chỉ biết phô diễn kỹ thuật, mà là một tài năng thật sự", đồng thời dự đoán anh sẽ trở thành một cầu thủ đẳng cấp thế giới trong tương lai.
—Cựu chuyên gia bóng đá của BBC Alan Hansen nhận định về Ronaldo sau mùa giải đầu tiên của anh.
Vào đầu năm 2005, Ronaldo đã chơi hai trong số những trận đấu hay nhất của mình ở mùa giải 2004–05, đóng góp một pha lập công và một pha kiến tạo trong trận gặp Aston Villa và lập cú đúp vào lưới đại kình địch Arsenal. Ronaldo giành được danh hiệu thứ hai của mình ở Anh, Cúp Liên đoàn, sau khi ghi bàn thắng thứ ba trong chiến thắng 4–0 của United trước Wigan Athletic tại trận chung kết.
Trong mùa giải thứ ba ở Anh, Ronaldo vướng vào một số rắc rối. Anh xảy ra xích mích với tiền đạo Ruud van Nistelrooy, người đã tỏ ra khó chịu trước lối chơi phô trương của anh. Sau FIFA World Cup 2006, nơi anh dính líu đến một tình huống khiến cho người đồng đội tại câu lạc bộ Wayne Rooney bị đuổi khỏi sân, Ronaldo công khai yêu cầu được ra đi, than thở về việc thiếu sự hỗ trợ từ câu lạc bộ sau vụ việc vừa qua. United kiên quyết bác bỏ khả năng anh rời câu lạc bộ. Mặc cho mối quan hệ bất ổn với Rooney tại World Cup đã khiến Ronaldo bị la ó trong suốt mùa giải 2006–07, đây lại là năm đột phá của anh, khi anh lần đầu phá vỡ cột mốc 20 bàn thắng và giành chức vô địch Premier League đầu tiên trong sự nghiệp.

#### 2007–2009: Thành công tập thể và cá nhân, cùng với Quả bóng vàng

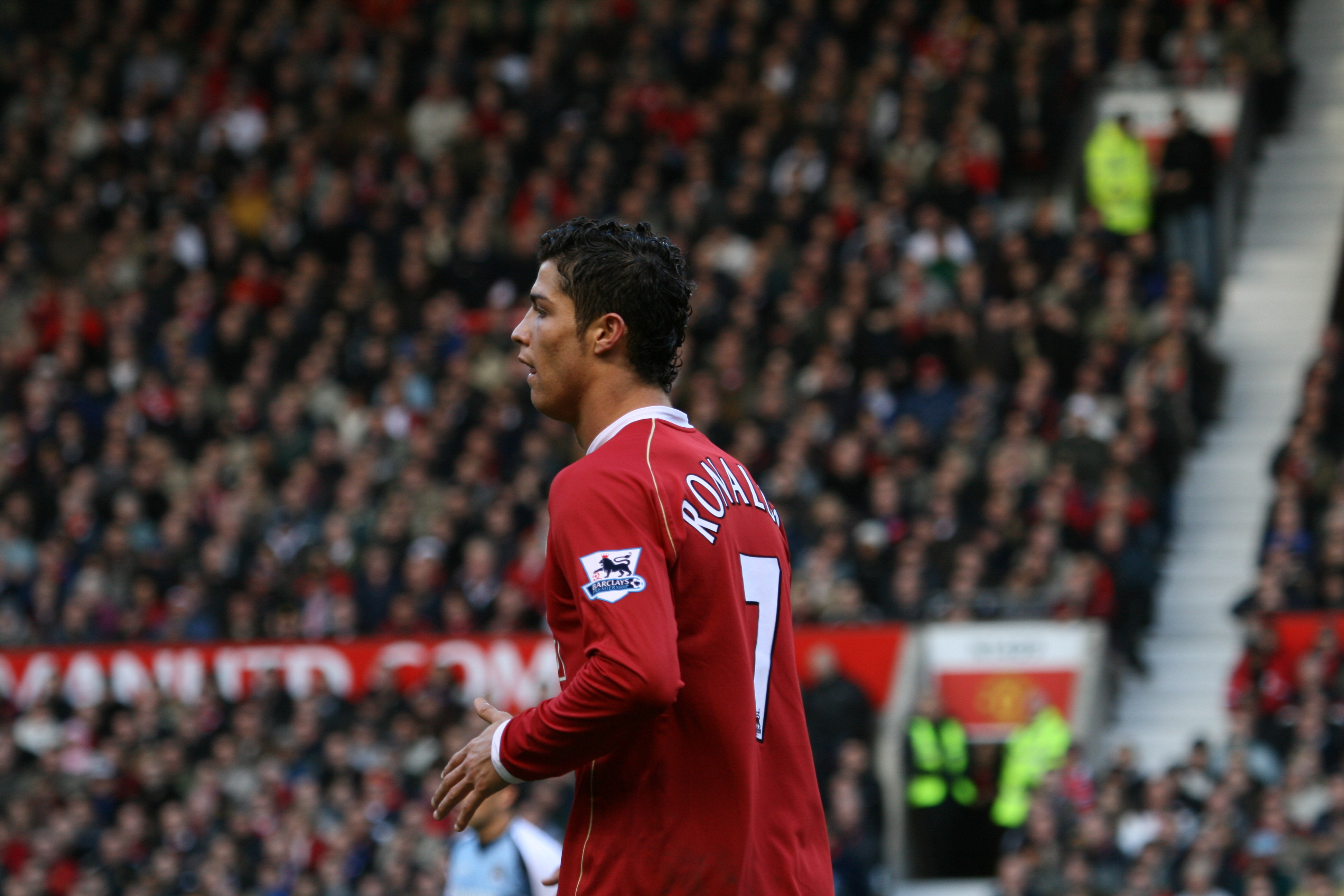
Ronaldo trong một trận đấu ở Premier League mùa giải 2006–07

Trong mùa giải 2006–07, anh đã giành được một loạt các giải thưởng cá nhân, bao gồm Hiệp hội Cầu thủ Chuyên nghiệp bao gồm Cầu thủ xuất sắc nhất, Cầu thủ được người hâm mộ yêu thích nhất và Cầu thủ trẻ xuất sắc nhất cũng như giải Cầu thủ xuất sắc nhất của Hiệp hội Nhà báo Bóng đá, trở thành cầu thủ đầu tiên thâu tóm cả bốn giải thưởng chính của PFA và FWA. Ronaldo về nhì sau Kaká trong cuộc đua giành Quả bóng vàng 2007, cũng như xếp thứ ba trong cuộc đua giành danh hiệu Cầu thủ xuất sắc nhất năm 2007 của FIFA sau Kaká và Lionel Messi.
Ronaldo lập hat-trick đầu tiên và duy nhất cho Manchester United trong chiến thắng 6–0 trước Newcastle United vào ngày 12 tháng 1 năm 2008. Với 31 bàn thắng, anh giành được Chiếc giày vàng Premier League, cũng như Chiếc giày vàng châu Âu, qua đó trở thành cầu thủ chạy cánh đầu tiên giành được Chiếc giày vàng châu Âu. Anh đồng thời nhận giải thưởng Cầu thủ xuất sắc nhất năm của PFA và Cầu thủ xuất sắc nhất năm của FWA trong mùa giải thứ hai liên tiếp. United tiến đến trận chung kết gặp Chelsea ở Moskva, mặc dù bàn thắng mở tỷ số của Ronaldo đã bị gỡ hòa và cú sút luân lưu của anh cũng bị cản phá, United vẫn giành chiến thắng 6–5 trên chấm luân lưu sau khi 1–1 trong 120 phút. Với tư cách là Vua phá lưới Champions League, Ronaldo được vinh danh là Cầu thủ xuất sắc nhất mùa bóng của UEFA. Với danh hiệu Quả bóng vàng 2008 và Cầu thủ xuất sắc nhất năm 2008 của FIFA, Ronaldo trở thành cầu thủ United đầu tiên giành Quả bóng vàng kể từ George Best vào năm 1968, và là cầu thủ Premier League đầu tiên được vinh danh là Cầu thủ xuất sắc nhất năm của FIFA.
Không lâu sau đó, những tin đồn về việc Ronaldo sẽ chuyển đến Real Madrid bắt đầu rầm rộ. United đã đệ đơn khiếu nại lên FIFA cáo buộc Madrid tiếp cận trái phép cầu thủ của họ, nhưng FIFA đã từ chối can thiệp và không có hành động nào được thực hiện. Ronaldo tiếp tục ở lại United thêm một năm nữa. Bàn thắng ấn định tỷ số của anh trong trận lượt về vòng tứ kết Champions League gặp Porto, một cú sút từ khoảng cách 40 yard, đã mang về cho anh giải thưởng FIFA Puskás đầu tiên, được FIFA trao tặng để vinh danh bàn thắng đẹp nhất trong năm; anh sau đó chia sẻ rằng đây là bàn thắng đẹp nhất mà mình từng ghi được. United tiến đến trận chung kết tại Rome, nhưng Ronaldo không để lại nhiều dấu ấn trong thất bại 2–0 trước Barcelona.

### Real Madrid (2009–2018)

#### 2009–2015: Kỷ lục chuyển nhượng thế giới và những lần đoạt Quả bóng vàng liên tiếp
Năm 2009, Ronaldo chuyển đến Real Madrid với mức phí chuyển nhượng kỷ lục thế giới lúc bấy giờ là 80 triệu bảng. Buổi lễ ra mắt của anh tại Santiago Bernabéu đã thu hút ít nhất 80.000 người hâm mộ đến tham dự, vượt qua kỷ lục 75.000 người hâm mộ đến chào đón Diego Maradona khi ông gia nhập Napoli vào 25 năm về trước.
Ronaldo có trận ra mắt tại La Liga gặp Deportivo La Coruña vào ngày 29 tháng 8 năm 2009, anh ghi bàn từ chấm phạt đền trong chiến thắng 3–2 trên sân nhà của Madrid. Anh ghi bàn trong cả bốn trận đấu đầu tiên của mình ở giải đấu này, trở thành cầu thủ Madrid đầu tiên làm được điều đó. Những bàn thắng đầu tiên của anh cho Real Madrid tại Champions League là hai quả đá phạt trực tiếp trong trận đấu đầu tiên vòng bảng với Zürich. Màn khởi đầu mùa giải ấn tượng của anh đã bị gián đoạn khi gặp phải chấn thương mắt cá vào tháng 10 trong khi thi đấu cho đội tuyển quốc gia, khiến anh phải ngồi ngoài trong suốt bảy tuần. Mặc dù ghi tới 33 bàn thắng trên mọi đấu trường và góp phần giúp Real Madrid giành được 96 điểm tại La Liga, mùa giải đầu tiên của Ronaldo tại Madrid kết thúc mà không có danh hiệu nào.

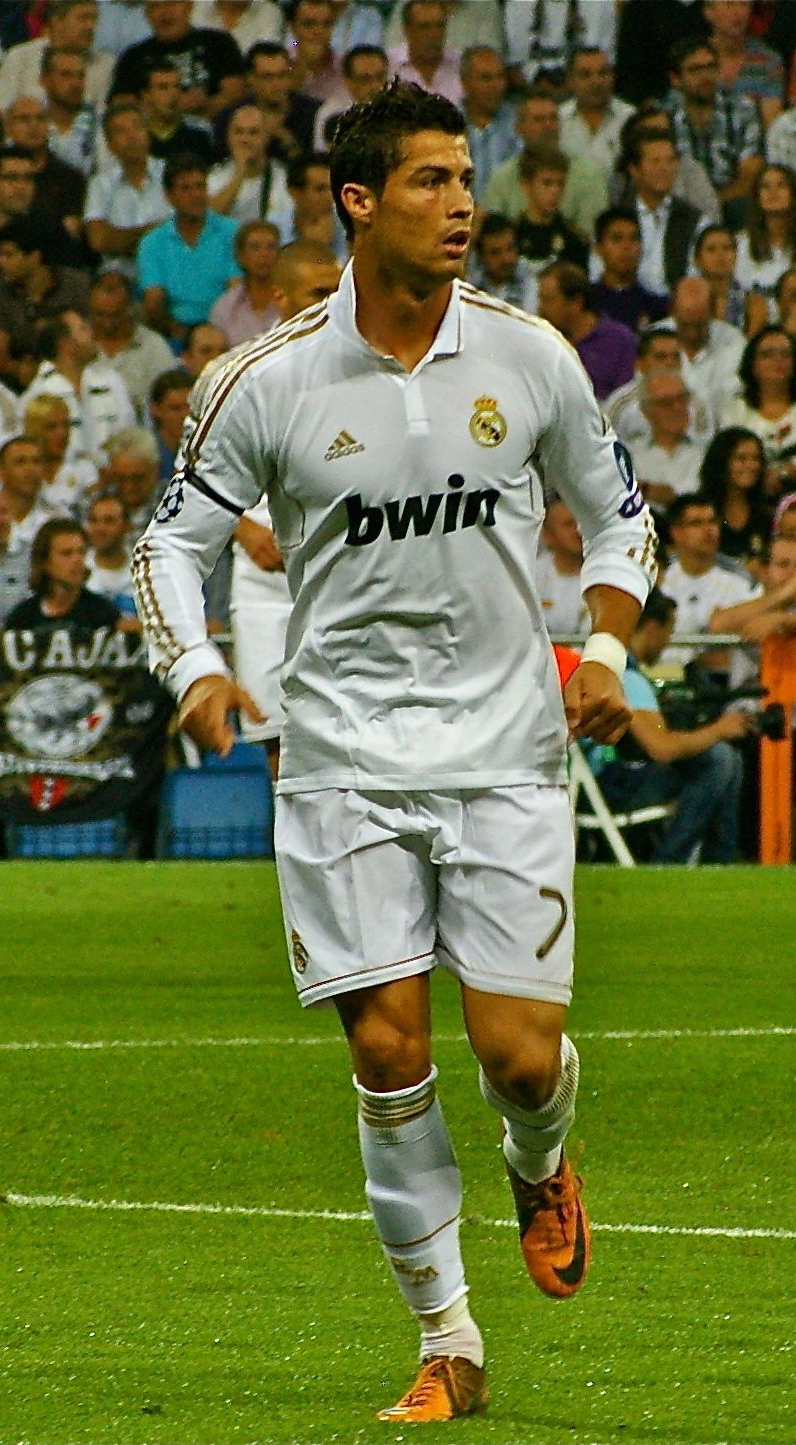
Ronaldo đã ghi 46 bàn trong chiến tích vô địch La Liga của Real Madrid ở mùa giải thứ ba của anh tại Tây Ban Nha.

Sau khi Raúl rời đi, Ronaldo được trao chiếc áo số 7 trong mùa giải 2010–11 và ghi 53 bàn thắng, giúp Los Blancos giành chức vô địch Copa del Rey, với pha lập công quyết định trong trận El Clásico gặp đại kình địch Barcelona, mang về danh hiệu đầu tiên cho mình tại Madrid. Anh cũng trở thành cầu thủ đầu tiên trong lịch sử La Liga ghi được 40 bàn thắng trong một mùa giải. Bên cạnh danh hiệu Pichichi, Ronaldo còn giành được Chiếc giày vàng châu Âu lần thứ hai, trở thành cầu thủ đầu tiên đoạt giải thưởng này ở hai giải vô địch quốc gia khác nhau.
Mùa giải tiếp theo chứng kiến Ronaldo ghi tổng cộng 60 bàn thắng trên mọi đấu trường, dẫn dắt Madrid đến chức vô địch La Liga đầu tiên sau bốn năm với kỷ lục 100 điểm, cũng như về nhì sau Lionel Messi trong cuộc đua giành Quả bóng vàng FIFA 2011. Anh ghi bàn thắng thứ 100 tại La Liga cho Madrid trong chiến thắng 5–1 trước Real Sociedad vào ngày 24 tháng 3 năm 2012, phá vỡ kỷ lục trước đó của câu lạc bộ do Ferenc Puskás nắm giữ. Trong mùa giải 2012–13, Ronaldo lập cú hat-trick đầu tiên tại Champions League trong chiến thắng 4–1 trước Ajax. Chỉ bốn ngày sau, anh trở thành cầu thủ đầu tiên ghi bàn trong sáu trận El Clásico liên tiếp khi lập cú đúp trong trận hòa 2–2 tại Camp Nou. Những màn trình diễn ấn tượng của anh giúp Ronaldo tiếp tục về nhì trong cuộc đua giành Quả bóng vàng FIFA 2012, một lần nữa xếp sau Messi – người đã giành danh hiệu này lần thứ tư.
Sau kỳ nghỉ đông mùa giải 2012–13, Ronaldo lần đầu đeo băng đội trưởng của Madrid trong một trận đấu chính thức, lập cú đúp để giúp đội bóng chỉ còn 10 người trên sân giành chiến thắng 4–3 trước Sociedad vào ngày 6 tháng 1. Sau đó, anh trở thành cầu thủ không phải người Tây Ban Nha đầu tiên sau 60 năm mang băng đội trưởng Madrid góp mặt trong trận El Clasico vào ngày 30 tháng 1, trận đấu này cũng đánh dấu cột mốc 500 lần ra sân ở cấp độ câu lạc bộ của siêu sao người Bồ Đào Nha.
Trong mùa giải 2013–14, Ronaldo chào đón thêm người đồng đội mới là cầu thủ chạy cánh Gareth Bale; cùng với tiền đạo Karim Benzema, họ tạo thành bộ ba tấn công nổi tiếng được gọi là "BBC" (viết tắt của Bale, Benzema và Cristiano), đồng thời là một cách chơi chữ dựa trên tên của British Broadcasting Corporation (BBC). Anh tiếp tục duy trì phong độ ghi bàn ấn tượng với 69 bàn thắng trong năm 2013, qua đó giành Quả bóng vàng FIFA 2013.

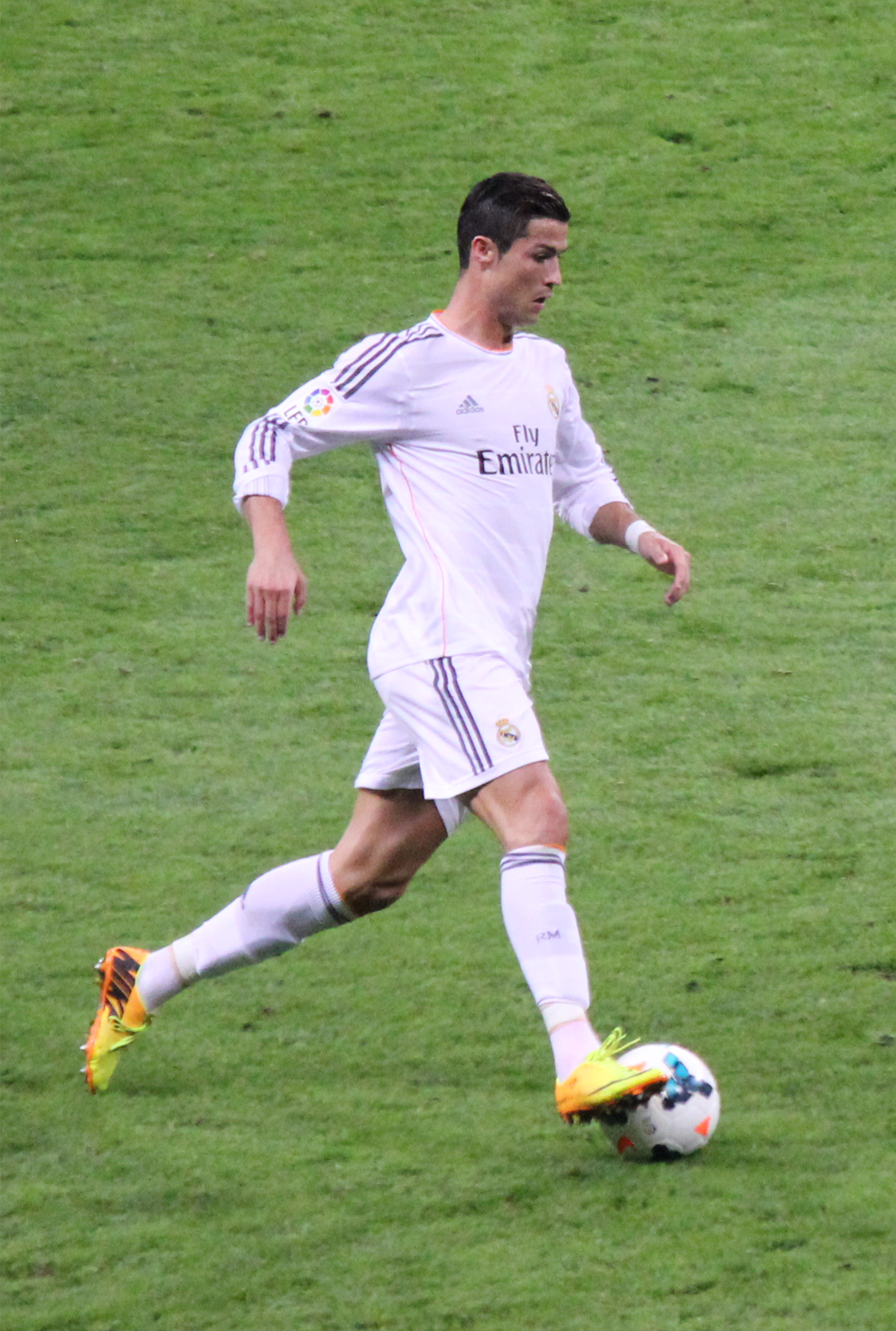
Ronaldo đã ghi kỷ lục 17 bàn tại UEFA Champions League trong mùa giải 2013–14, góp phần giúp Madrid đoạt La Décima.

Song song với những thành tích cá nhân, Ronaldo còn đạt được thành công lớn nhất cùng đội bóng thủ đô Tây Ban Nha khi anh giúp Madrid chinh phục La Décima, chiếc cúp châu Âu thứ 10 của họ, anh ghi bàn từ chấm phạt đền ở phút 120 trong chiến thắng 4–1 trước kình địch cùng thành phố Atlético Madrid. Pha lập công trên giúp Ronaldo trở thành cầu thủ đầu tiên ghi bàn trong hai trận chung kết Champions League cho hai đội vô địch khác nhau. Với 17 bàn thắng, Ronaldo lần thứ ba trở thành Vua phá lưới của Champions League, anh cũng được vinh danh là Cầu thủ nam xuất sắc nhất năm của UEFA. Anh ghi 31 bàn trong 30 trận đấu tại La Liga, giành danh hiệu Pichichi và Chiếc giày vàng châu Âu cùng với Luis Suárez của Liverpool. Vào ngày 4 tháng 5, Ronaldo lập công bằng cú vô lê bằng gót chân (back-heeled volley) trong những phút cuối trận đấu với Valencia, bàn thắng này sau đó được Liga Nacional de Fútbol Profesional (LFP) bầu chọn là Bàn thắng đẹp nhất mùa giải, góp phần giúp anh giành giải Cầu thủ xuất sắc nhất La Liga.
Trong mùa giải 2014–15, Ronaldo đã thiết lập kỷ lục cá nhân mới với 61 bàn thắng. Sau khi giành chức vô địch FIFA Club World Cup 2014, Ronaldo được trao Quả bóng vàng FIFA 2014 – trở thành cầu thủ thứ tư trong lịch sử 3 lần giành được danh hiệu này cùng với Johan Cruyff, Michel Platini và Marco van Basten. Madrid kết thúc mùa giải ở vị trí thứ hai tại La Liga và dừng bước ở bán kết Champions League. Với 10 bàn thắng, Ronaldo kết thúc mùa giải với tư cách là vua phá lưới lần thứ ba liên tiếp, bên cạnh Messi và Neymar. Vào ngày 5 tháng 4, anh lập hat-trick chỉ trong vòng 8 phút và tổng cộng năm lần chọc thủng lưới trong chiến thắng 9–1 trước Granada – lần đầu tiên trong sự nghiệp mà anh ghi được năm bàn một trận.  Ba ngày sau, anh ghi bàn thắng thứ 300 cho Madrid trong chiến thắng 2–0 trước Rayo Vallecano. Anh kết thúc mùa giải với 48 bàn thắng, giành danh hiệu Pichichi lần thứ hai liên tiếp và Chiếc giày vàng châu Âu lần thứ tư, thiết lập một kỷ lục chưa từng có.

#### 2015–2018: Cây săn bàn vĩ đại nhất lịch sử Real Madrid và Quả bóng vàng thứ năm
Ronaldo đã trở thành cây săn bàn vĩ đại nhất mọi thời đại của đội bóng Hoàng gia Tây Ban Nha vào ngày 12 tháng 9 năm 2015 trong trận đấu với Espanyol, ghi tổng cộng 230 bàn sau 203 trận, vượt qua kỷ lục trước đó của Raúl. Ronaldo cũng trở thành cầu thủ ghi nhiều bàn thắng nhất lịch sử Champions League với cú hat-trick ghi được trong trận đấu đầu tiên vòng bảng gặp Shakhtar Donetsk, sau khi kết thúc mùa giải trước đó với 77 bàn (ngang bằng với Messi). Hai bàn thắng vào lưới Malmö FF trong chiến thắng 2–0 trên sân khách vào ngày 30 tháng 9 đã giúp anh chạm mốc 500 bàn thắng trong sự nghiệp cho cả câu lạc bộ lẫn đội tuyển quốc gia. Anh giành Quả bóng vàng 2016, Quả bóng vàng thứ tư trong sự nghiệp, cùng với Cầu thủ nam xuất sắc nhất năm 2016 của FIFA (The Best FIFA Men's Player 2016, đánh dấu sự hồi sinh của giải thưởng Cầu thủ xuất sắc nhất năm của FIFA trước đây, chủ yếu nhờ vào thành tích cùng Bồ Đào Nha vô địch Euro 2016.

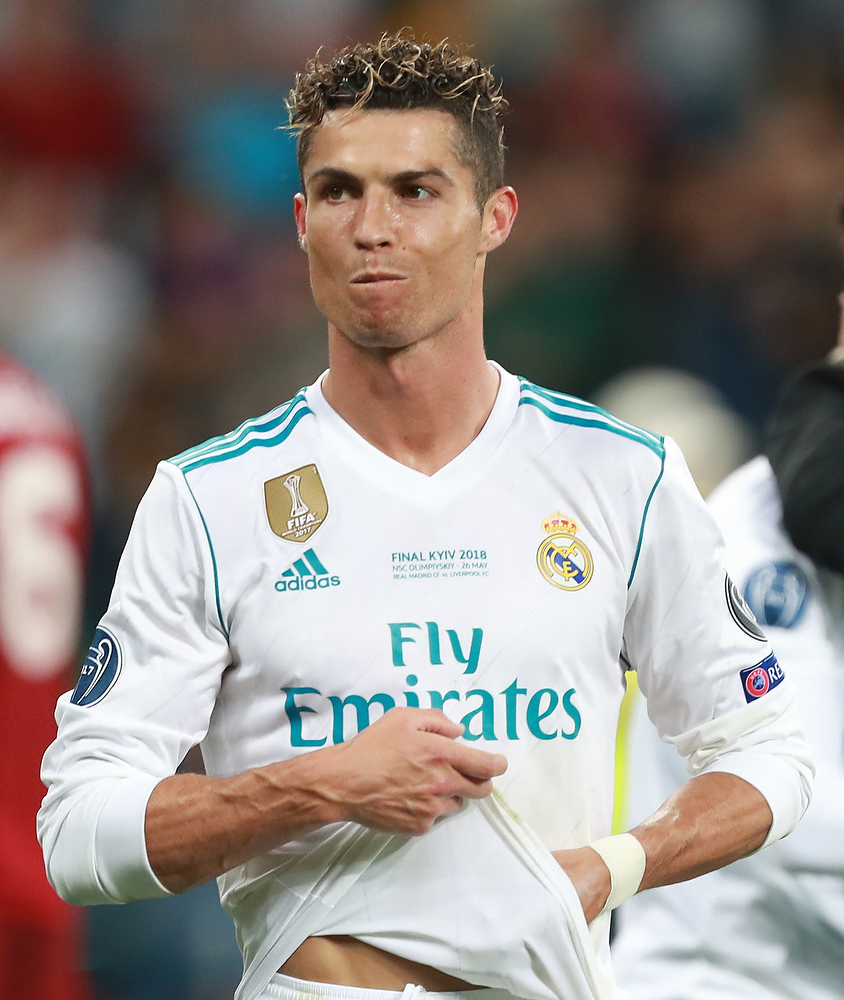
Ronaldo trong trận chung kết UEFA Champions League 2018, trận đấu cuối cùng của anh cho Real Madrid

Trong trận tứ kết UEFA Champions League 2016–17 gặp Bayern Munich vào tháng 4, Ronaldo ghi cả hai bàn trong chiến thắng 2–1 trên sân khách, qua đó làm nên lịch sử khi trở thành cầu thủ đầu tiên đạt mốc 100 bàn thắng tại các giải đấu cấp câu lạc bộ của UEFA. Vào ngày 17 tháng 5, Ronaldo vượt qua Jimmy Greaves để trở thành cầu thủ ghi nhiều bàn thắng nhất mọi thời đại ở 5 giải vô địch quốc gia hàng đầu châu Âu, sau khi lập cú đúp vào lưới Celta de Vigo. Anh kết thúc mùa giải với 42 bàn thắng trên mọi đấu trường, giúp Los Blancos giành chức vô địch La Liga lần đầu tiên kể từ năm 2012. Trong trận chung kết Champions League, Ronaldo ghi hai trong chiến thắng 4–1 trước Juventus, nâng tổng số bàn thắng của anh tại Champions League mùa này lên con số 12, giúp anh trở thành vua phá lưới của giải đấu lần thứ năm liên tiếp (lần thứ sáu chung cuộc) – đồng thời là cầu thủ đầu tiên ghi bàn trong ba trận chung kết ở kỷ nguyên Champions League; bàn thắng thứ hai là bàn thắng thứ 600 trong sự nghiệp thi đấu chuyên nghiệp của anh. Madrid còn trở thành đội bóng đầu tiên giành chức vô địch giải đấu danh giá này 2 lần liên tiếp ở kỷ nguyên Champions League. Madrid còn trở thành đội bóng đầu tiên giành hai chức vô địch liên tiếp trong kỷ nguyên Champions League.
Vào ngày 23 tháng 10, với những màn trình diễn ấn tượng trong suốt năm 2017, Ronaldo đã được trao giải thưởng Cầu thủ nam xuất sắc nhất năm của FIFA (The Best FIFA Men's Player) lần thứ hai liên tiếp. Ngày hôm sau, anh giành Quả bóng vàng 2017, danh hiệu Quả bóng vàng thứ năm trong sự nghiệp, tại Tháp Eiffel ở Paris. Vào ngày 3 tháng 4 năm 2024, Ronaldo ghi hai bàn thắng đầu tiên trong chiến thắng 3–0 trên sân khách trước Juventus tại tứ kết UEFA Champions League 2017–18, với bàn thắng thứ hai là một cú xe đạp chổng ngược ngoạn mục. Được hậu vệ Juventus Andrea Barzagli mô tả là một "bàn thắng trên PlayStation", với chân của Ronaldo cách mặt đất khoảng 7 ft 7 in (2,31 m), pha dứt điểm này đã khiến các cổ động viên đội đối phương trên khán đài phải đứng dậy vỗ tay tán thưởng, đồng thời nhận được vô số lời khen ngợi từ đồng nghiệp, chuyên gia và huấn luyện viên. Trong trận chung kết vào ngày 26 tháng 5, Madrid đánh bại Liverpool với tỷ số 3–1, mang về cho Ronaldo chức vô địch Champions League thứ năm, trở thành cầu thủ đầu tiên đạt được thành tích này. Anh kết thúc giải đấu với danh hiệu vua phá lưới lần thứ sáu liên tiếp, ghi 15 bàn thắng. Sau trận chung kết, Ronaldo đã có những phát biểu úp mở về tương lai của mình tại đội chủ sân Bernabéu, khiến nhiều người suy đoán rằng anh có thể sẽ rời câu lạc bộ.

### Juventus (2018–2021)
Ronaldo gia nhập Juventus vào năm 2018 với mức phí chuyển nhượng 100 triệu euro, đây là mức phí cao nhất từ trước đến nay dành cho một cầu thủ trên 30 tuổi và cũng là mức phí cao nhất mà một câu lạc bộ Ý từng chi ra. Khi ký hợp đồng, Ronaldo cho biết anh rời Real Madrid để tìm kiếm những thử thách mới. Tuy nhiên, siêu sao người Bồ Đào Nha sau đó thừa nhận rằng nguyên nhân thực sự khiến anh ra đi còn là do cảm thấy thiếu sự ủng hộ từ chủ tịch câu lạc bộ Florentino Pérez.

#### 2018–2020: Các chức vô địch Serie A liên tiếp
Vào ngày 18 tháng 8, Ronaldo có trận ra mắt trong chiến thắng 3–2 trên sân khách trước Chievo Verona. Vào ngày 19 tháng 9, ở trận đấu Champions League đầu tiên cho Juve, anh bị truất quyền thi đấu trong trận gặp Valencia, đây là tấm thẻ đỏ đầu tiên của anh sau 154 lần ra sân tại Champions League. Trong trận lượt về (sân nhà) với Valencia, Ronaldo đã cán mốc 100 trận thắng tại Champions League, trở thành cầu thủ đầu tiên trong lịch sử đạt được thành tích này.

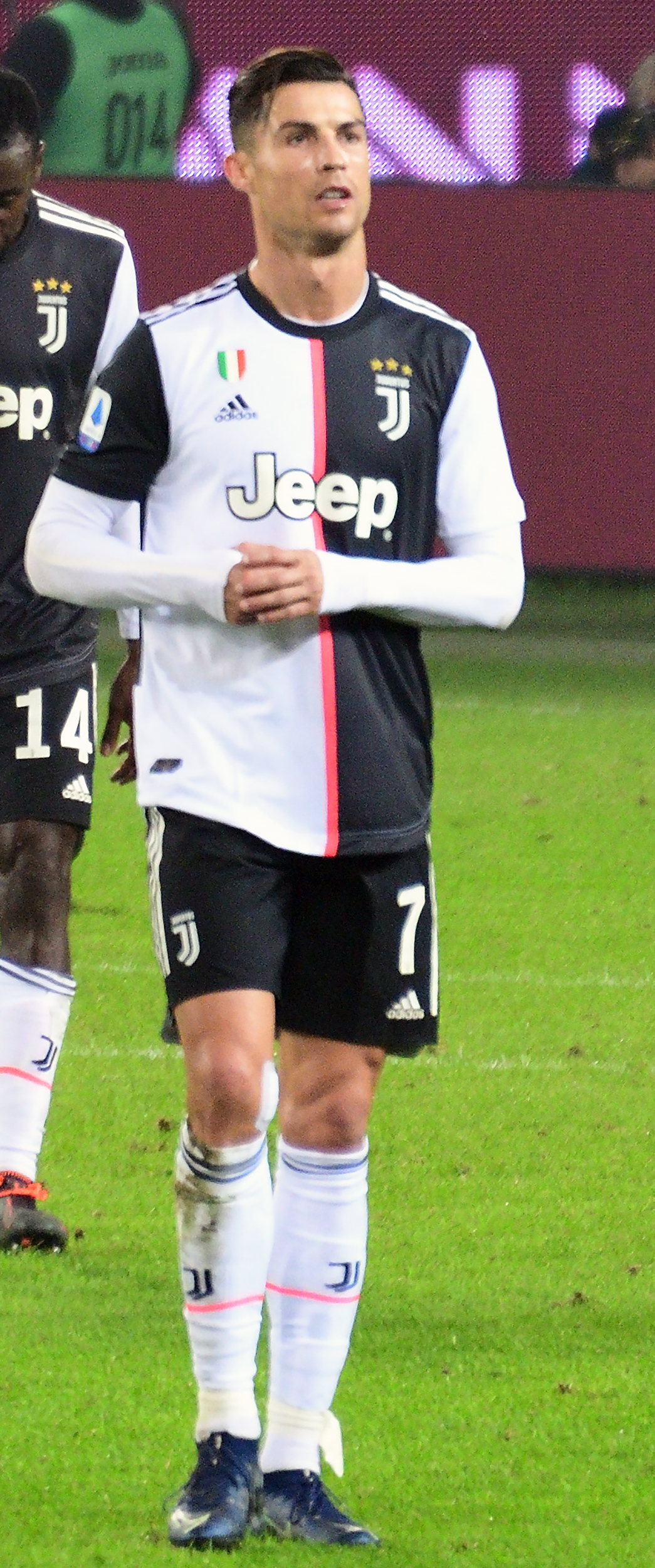
Ronaldo chơi cho Juventus trong trận đấu với Torino vào tháng 11 năm 2019

Ronaldo giành danh hiệu đầu tiên cùng câu lạc bộ vào ngày 16 tháng 1 năm 2019, Supercoppa Italiana 2018, sau khi anh ghi bàn thắng duy nhất từ một cú đánh đầu vào lưới AC Milan. Vào ngày 10 tháng 2, Ronaldo ghi bàn trong chiến thắng 3–0 trước Sassuolo, đây là trận đấu sân khách thứ 9 liên tiếp mà anh lập công tại Serie A, qua đó san bằng kỷ lục của Giuseppe Signori về số trận sân khách liên tiếp có ít nhất một bàn thắng trong một mùa giải. Vào ngày 12 tháng 3, Ronaldo lập hat-trick trong chiến thắng 3–0 trên sân nhà trước Atlético ở trận lượt về vòng 16 đội Champions League, giúp Juventus lội ngược dòng sau khi bị dẫn trước hai bàn ở lượt đi và giành vé vào tứ kết. Vào ngày 20 tháng 4, Ronaldo góp mặt trong trận đấu quyết định ngôi vương Serie A với Fiorentina, Juventus giành scudetto lần thứ tám liên tiếp sau chiến thắng 2–1 trên sân nhà, đồng thời đưa anh trở thành cầu thủ đầu tiên giành chức vô địch quốc gia ở Anh, Tây Ban Nha và Ý. Với 21 bàn thắng và 8 đường kiến tạo, Ronaldo giành giải thưởng Cầu thủ xuất sắc nhất Serie A.
Vào ngày 1 tháng 10, Ronaldo đã đạt được một số cột mốc quan trọng trong chiến thắng 3–0 của Juventus trước Bayer Leverkusen ở vòng bảng Champions League, bao gồm việc phá vỡ kỷ lục của Iker Casillas về số trận thắng nhiều nhất trong lịch sử Champions League. Vào ngày 18 tháng 12, Ronaldo bật nhảy lên độ cao 8 ft 5 in (2,57 m), cao hơn cả xà ngang, để đánh đầu ghi bàn ấn định chiến thắng 2–1 trước Sampdoria. Vào ngày 6 tháng 1 năm 2020, anh lập hat-trick đầu tiên tại Serie A trong chiến thắng 4–0 trước Cagliari, trở thành cầu thủ thứ hai trong lịch sử lập hat-trick ở cả Premier League, La Liga và Serie A. Vào ngày 22 tháng 2, Ronaldo lập công trong trận đấu chuyên nghiệp thứ 1.000 của mình, giúp anh lập kỷ lục ghi bàn trong 11 trận liên tiếp tại Serie A (ngang bằng với Gabriel Batistuta và Fabio Quagliarella), trong chiến thắng 2–1 trước SPAL. Vào ngày 22 tháng 6, anh thực hiện thành công quả phạt đền trong chiến thắng 2–0 trên sân khách trước Bologna, vượt qua Rui Costa để trở thành cầu thủ người Bồ Đào Nha ghi nhiều bàn thắng nhất trong lịch sử Serie A. Vào ngày 20 tháng 7, Ronaldo lập cú đúp trong chiến thắng 2–1 trước Lazio trên sân nhà; bàn thắng đầu tiên là bàn thứ 50 của anh tại Serie A. Anh trở thành cầu thủ đầu tiên trong lịch sử đạt mốc 50 bàn ở cả Premier League, La Liga và Serie A, cũng như trở thành cầu thủ thứ hai sau Edin Džeko ghi 50 bàn ở ba trong số năm giải vô địch quốc gia hàng đầu châu Âu. Ngoài ra, ở tuổi 35 và 166 ngày, Ronaldo trở thành cầu thủ lớn tuổi nhất ghi hơn 30 bàn thắng trong một mùa giải tại một trong năm giải vô địch quốc gia hàng đầu châu Âu kể từ Ronnie Rooke của Arsenal vào năm 1948. Vào ngày 26 tháng 7, Ronaldo ghi bàn mở tỷ số trong chiến thắng 2–0 trước Sampdoria trên sân nhà, giúp Juventus đăng quang chức vô địch Serie A lần thứ 9 liên tiếp. Vào ngày 7 tháng 8, Ronaldo ghi hai bàn trong chiến thắng 2–1 trước Lyon trên sân nhà ở trận lượt về vòng 16 đội Champions League, qua đó kết thúc mùa giải với 37 pha lập công trên mọi đấu trường; thành tích này giúp anh phá vỡ kỷ lục câu lạc bộ của Felice Borel với 36 bàn thắng trong một mùa giải.

#### 2020–2021: 100 bàn thắng cho Juventus,Capocannonierevà rời câu lạc bộ
Ronaldo đã chơi trận đấu thứ 100 của mình trên mọi đấu trường cho Juventus vào ngày 13 tháng 12, thực hiện thành công hai quả phạt đền trong chiến thắng 3–1 trước Genoa trên sân khách tại Serie A, nâng tổng số bàn thắng của anh lên 79. Vào ngày 2 tháng 3 năm 2021, anh ghi một bàn trong chiến thắng 3–0 trước Spezia trong trận đấu thứ 600 tại các giải vô địch quốc gia, trở thành cầu thủ đầu tiên ghi ít nhất 20 bàn thắng trong 12 mùa giải liên tiếp ở 5 giải vô địch quốc gia hàng đầu châu Âu. Vào ngày 12 tháng 5, Ronaldo ghi một bàn trong chiến thắng 3–1 trên sân khách trước Sassuolo, cán mốc 100 bàn thắng cho Juve trên mọi đấu trường sau 131 lần ra sân, trở thành cầu thủ nhanh nhất trong lịch sử câu lạc bộ đạt được thành tích này. Với chiến thắng của Juventus trong trận chung kết Coppa Italia 2021 vào ngày 19 tháng 5, Ronaldo trở thành cầu thủ đầu tiên trong lịch sử chinh phục tất cả các danh hiệu quốc nội lớn ở Anh, Tây Ban Nha và Ý. Ronaldo kết thúc mùa giải với 29 bàn thắng ở Serie A, giành giải Capocannoniere cho cầu thủ ghi nhiều bàn thắng nhất và trở thành cầu thủ đầu tiên kết thúc mùa giải với tư cách Vua phá lưới tại các giải vô địch quốc gia hàng đầu châu Âu là Anh, Tây Ban Nha và Ý.
Mùa giải tiếp theo bắt đầu trong bối cảnh có nhiều thông tin cho rằng Ronaldo sẽ đội bóng thành Turin trước khi kỳ chuyển nhượng đóng cửa. Mặc dù Ronaldo và người đại diện Jorge Mendes đã đạt được thỏa thuận miệng với Manchester City về các điều khoản cá nhân, nhưng câu lạc bộ này đã rút lui khỏi thương vụ này, sau đó có thông tin xác nhận rằng đối thủ cùng thành phố của City là Manchester United – câu lạc bộ cũ của Ronaldo – đang tiến hành đàm phán để chiêu mộ anh. Trong khi đó, cựu huấn luyện viên Alex Ferguson và một số đồng đội cũ đã liên lạc với Ronaldo nhằm thuyết phục anh trở lại United.

### Trở lại Manchester United (2021–2022)

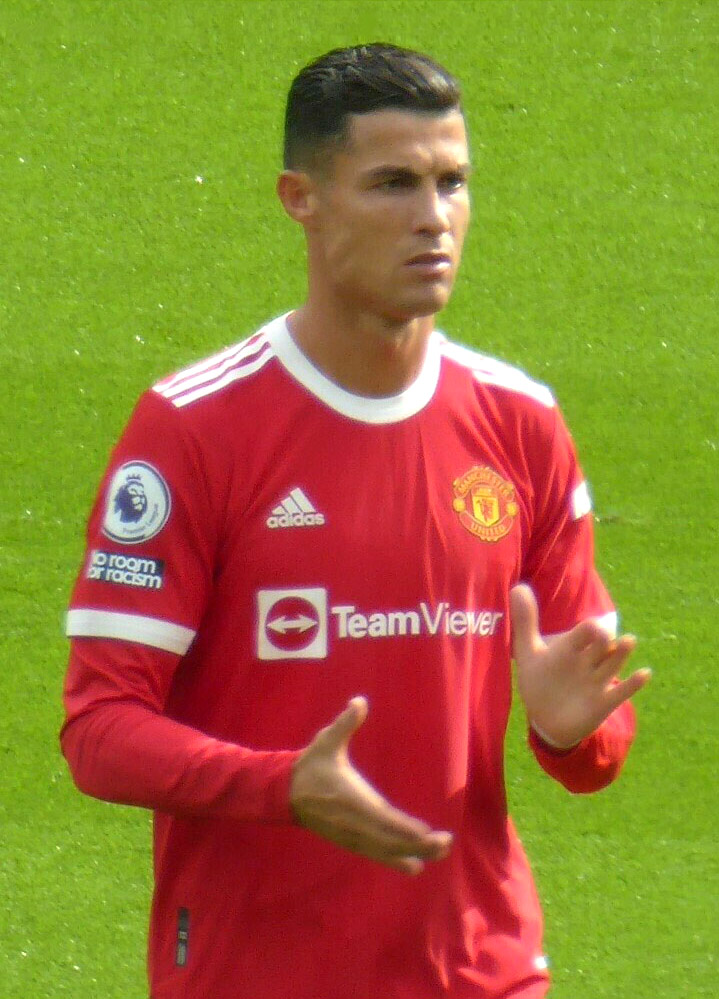
Ronaldo trong trận đấu gặp Newcastle ở Premier League vào tháng 9 năm 2021, đây là trận đầu tiên của anh kể từ khi trở lại Manchester United

Vào ngày 27 tháng 8 năm 2021, Manchester United thông báo rằng họ đã đạt được thỏa thuận với Juventus để tái ký hợp đồng với Ronaldo, chỉ còn chờ việc hoàn tất các điều khoản cá nhân, thị thực và kiểm tra y tế. Siêu sao người Bồ Đào Nha được trao chiếc áo số 7 sau khi Edinson Cavani đồng ý chuyển sang áo số 21. Trong 24 giờ đầu tiên, doanh thu bán áo đấu của Ronaldo được cho là đã phá vỡ kỷ lục mọi thời đại về số lượng áo bán ra sau một thương vụ chuyển nhượng, vượt qua cả Messi sau khi anh chuyển đến Paris Saint-Germain trước đó.
Vào ngày 11 tháng 9, Ronaldo có trận tái xuất tại Old Trafford, ghi hai bàn mở tỷ số trong chiến thắng 4–1 trước Newcastle United ở Premier League. Vào ngày 29 tháng 9, anh ghi bàn quyết định ở phút cuối trong chiến thắng 2–1 trên sân nhà trước Villarreal tại Champions League, đồng thời vượt qua Iker Casillas để trở thành cầu thủ có số lần ra sân nhiều nhất trong lịch sử giải đấu này. Ronaldo đã chứng tỏ vai trò then chốt trong những trận đấu tiếp theo tại Champions League, ghi nhiều bàn thắng quyết định ở phút cuối để giúp Quỷ Đỏ giành quyền vào vòng 16 đội với tư cách đội nhất bảng. Vào ngày 2 tháng 12, Ronaldo lập cú đúp trong chiến thắng 3–2 trên sân nhà trước Arsenal ở Premier League, qua đó giúp anh vượt qua cột mốc 800 bàn thắng trong sự nghiệp. Tuy nhiên, sau đó là một giai đoạn khó khăn kéo dài suốt hai tháng khi mối quan hệ giữa anh với các đồng đội và huấn luyện viên tạm quyền trở nên căng thẳng, tình hình chỉ được cải thiện khi anh lập công trong chiến thắng 2–0 của United trước Brighton & Hove Albion vào ngày 15 tháng 2 năm 2022 – bàn thắng đầu tiên của anh trong năm mới. Ronaldo kết thúc mùa giải với 24 bàn thắng trên mọi đấu trường, được vinh danh trong đội hình tiêu biểu của Premier League và giành giải thưởng Cầu thủ xuất sắc nhất năm của Sir Matt Busby. Song, United chỉ đứng ở vị trí thứ sáu và giành suất tham dự UEFA Europa League; do đó Ronaldo không giành được bất kỳ danh hiệu nào lần đầu tiên kể từ năm 2010.
Do ngày càng bất mãn với đường hướng phát triển của United cả trong lẫn ngoài sân cỏ, Ronaldo mong muốn rời Quỷ Đỏ để gia nhập một đội bóng có suất tham dự Champions League. Tuy nhiên, thương vụ này đã không thành hiện thực khi nhiều câu lạc bộ châu Âu từ chối chiêu mộ anh do vấn đề tuổi tác, tổng chi phí chuyển nhượng và yêu cầu mức lương quá cao. Không lâu sau đó, anh xảy ra mâu thuẫn với huấn luyện viên trưởng Erik ten Hag, người chỉ sử dụng anh như một cầu thủ dự bị. Điều này dẫn đến việc Manchester United quyết định chấm dứt hợp đồng với Ronaldo vào ngày 22 tháng 11 sau cuộc phỏng vấn với Piers Morgan, trong đó Ronaldo chia sẻ rằng anh cảm thấy bị "phản bội" bởi Ten Hag và chỉ trích cách thức quản lý của ban lãnh đạo câu lạc bộ.

### Al Nassr (2023–nay)

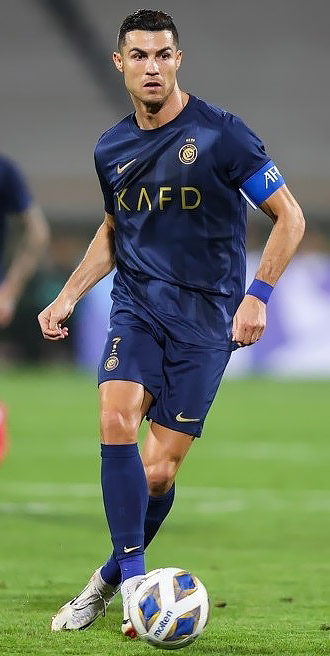
Ronaldo trong màu áo Al-Nassr vào tháng 9 năm 2023

Vào ngày 30 tháng 12 năm 2022, câu lạc bộ Ả Rập Xê Út Al Nassr đã đạt được thỏa thuận chiêu mộ Ronaldo với bản hợp đồng kéo dài đến năm 2025. Ronaldo nhận mức lương cao nhất trong lịch sử bóng đá lên tới 200 triệu euro mỗi năm, bao gồm mức lương cơ bản từ bóng đá là 90 triệu euro, cùng với các hợp đồng thương mại và tài trợ khác đã nâng tổng tiền lương thường niên của anh lên 200 triệu euro.
Anh có trận ra mắt Al Nassr vào ngày 22 tháng 1 năm 2023 với vai trò đội trưởng và thi đấu trọn vẹn 90 phút trong chiến thắng 1-0 trước Al-Ettifaq, cũng như ghi bàn thắng đầu tiên trên chấm phạt đền vào phút cuối trong trận hòa 2–2 trước Al-Fateh. Vào ngày 9 tháng 2, Ronaldo lập poker trong chiến thắng 4–0 trước Al Wehda, pha lập công đầu tiên của anh trong trận đấu này là bàn thắng thứ 500 ở các giải vô địch quốc gia trong sự nghiệp. Theo BBC, việc Ronaldo chuyển tới Al-Nassr đã tạo nên một "cuộc cách mạng" cho nền bóng đá châu Á, khi nhiều cầu thủ từ các giải đấu khác – đặc biệt là từ châu Âu – cũng gia nhập các câu lạc bộ ở Saudi Pro League trong mùa giải 2023–24.
Trong trận chung kết Arab Club Champions Cup vào ngày 12 tháng 8, Ronaldo ghi cả hai bàn thắng giúp Al-Nassr đánh bại Al-Hilal với tỷ số 2–1 sau hiệp phụ. Ronaldo đã có 6 lần chọc thủng lưới trong giải đấu này. Đến cuối năm, anh ghi được 54 bàn thắng trên mọi đấu trường cho cả Al-Nassr và đội tuyển Bồ Đào Nha, chính thức trở thành cầu thủ ghi nhiều bàn thắng nhất năm 2023, ngang bằng với thành tích ghi bàn của anh vào năm 2016. Vào ngày 27 tháng 5 năm 2024, trong trận đấu trên sân nhà của Al-Nassr với Al-Ittihad, Ronaldo đã ghi bàn thắng thứ 34 và 35 của mình trong mùa giải, vượt qua kỷ lục của Abderrazak Hamdallah về số bàn thắng nhiều nhất trong một mùa giải Saudi Pro League. Anh cũng trở thành cầu thủ đầu tiên trong lịch sử giành danh hiệu vua phá lưới ở bốn giải vô địch quốc gia khác nhau: Anh, Tây Ban Nha, Ý và Ả Rập Xê Út. Vào ngày 31 tháng 5, trong trận chung kết King Cup 2024, Al-Nassr để thua Al-Hilal 5–4 trên loạt sút luân lưu sau khi hòa 1–1 trong hiệp phụ (trong đó Ronaldo thực hiện thành công lượt sút luân lưu thứ hai cho đội nhà), anh đã san bằng kỷ lục của Rogério Ceni về số trận đấu cấp cao nhất của một cầu thủ bóng đá nam chuyên nghiệp (1.225 trận).

## Sự nghiệp quốc tế

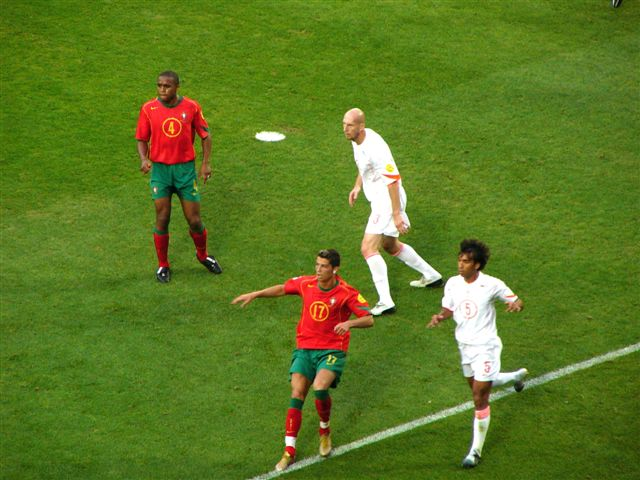
Ronaldo (dưới cùng bên trái) thi đấu cho Bồ Đào Nha trong trận bán kết với Hà Lan tại Euro 2004

Ở tuổi 18, Ronaldo có trận ra mắt đội tuyển Bồ Đào Nha khi vào sân thay người trong chiến thắng 1–0 trước Kazakhstan vào ngày 20 tháng 8 năm 2003. Tại UEFA Euro 2004, anh ghi bàn thắng quốc tế đầu tiên trong trận thua 2–1 ở vòng bảng trước Hy Lạp, đây là lần thứ tám anh khoác áo đội tuyển quốc gia.  Mặc dù Bồ Đào Nha để thua Hy Lạp một lần nữa trong trận chung kết, Ronaldo vẫn được vinh danh trong đội hình tiêu biểu của giải đấu với hai pha kiến tạo và hai bàn thắng. Tại FIFA World Cup 2006, ở tuổi 21 và 132 ngày, Ronaldo trở thành cầu thủ trẻ nhất ghi bàn cho Bồ Đào Nha tại một kỳ World Cup. Selecao châu Âu tiến vào  bán kết nhưng đã để thua Pháp – trong trận đấu này, Ronaldo bị la ó do một sự cố trong trận tứ kết gặp Anh. Nhóm Nghiên cứu Kỹ thuật của FIFA đã không trao giải Cầu thủ trẻ xuất sắc nhất giải đấu cho anh, mà thay vào đó là Lukas Podolski của Đức, với lý do hành vi của Ronaldo là một yếu tố ảnh hưởng đến quyết định này.

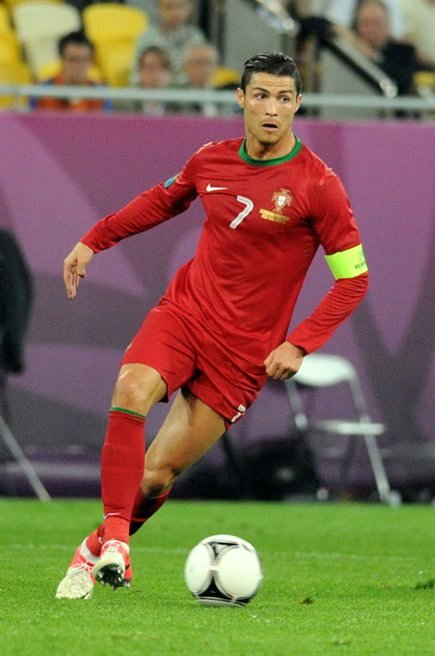
Ronaldo, như trong bức ảnh anh đang thi đấu trong trận cầu với Đức tại Euro 2012, đã được trao băng đội trưởng tuyển Bồ Đào Nha vào năm 2008.

Vào ngày 6 tháng 2 năm 2007, Ronaldo lần đầu tiên đeo băng đội trưởng tuyển Bồ Đào Nha trong trận giao hữu với Brazil. Anh được trao chiếc áo số 7 quen thuộc trước thềm UEFA Euro 2008. Mặc dù ghi được tám bàn thắng ở vòng loại, thành tích cao thứ hai, anh chỉ có vỏn vẹn một pha lập công tại vòng chung kết – đó là bàn thắng thứ hai trong chiến thắng 3–1 của Bồ Đào Nha trước Cộng hòa Séc ở vòng bảng. Bồ Đào Nha bị loại ở tứ kết sau thất bại 3–2 trước Đức.
Ronaldo đã không thể ghi bàn trong vòng loại World Cup 2010. Anh chỉ ghi được một bàn thắng duy nhất tại vòng chung kết World Cup 2010; mặc dù vậy, anh vẫn được bầu là Cầu thủ xuất sắc nhất trong cả ba trận đấu vòng bảng gặp Bờ Biển Ngà, Bắc Triều Tiên và Brazil. Bàn thắng duy nhất của anh trong kỳ World Cup ở Nam Phi đến từ chiến thắng 7–0 của Bồ Đào Nha trước Bắc Triều Tiên, đây cũng là bàn thắng quốc tế đầu tiên của anh sau 16 tháng. Hai năm sau, tại UEFA Euro 2012, Ronaldo là đồng vua phá lưới với ba bàn thắng cũng như được vinh danh trong đội hình tiêu biểu của giải đấu. Trong vòng loại FIFA World Cup 2014, Ronaldo đã có 8 lần chọc thủng lưới. Tuy nhiên, Bồ Đào Nha không thể giành vé trực tiếp đến vòng chung kết; Ronaldo đã ghi cả bốn bàn thắng trong trận play-off gặp Thụy Điển để giúp đội bóng bán đảo Iberia giành quyền tham dự World Cup. Tại ngày hội bóng đá lớn nhất hành tinh tổ chức ở Brazil, Ronaldo đã kiến tạo bàn gỡ hòa 2–2 vào phút cuối trong trận gặp Hoa Kỳ, và sau đó ghi bàn thắng quyết định ở phút 80 trong chiến thắng 2–1 trước Ghana.

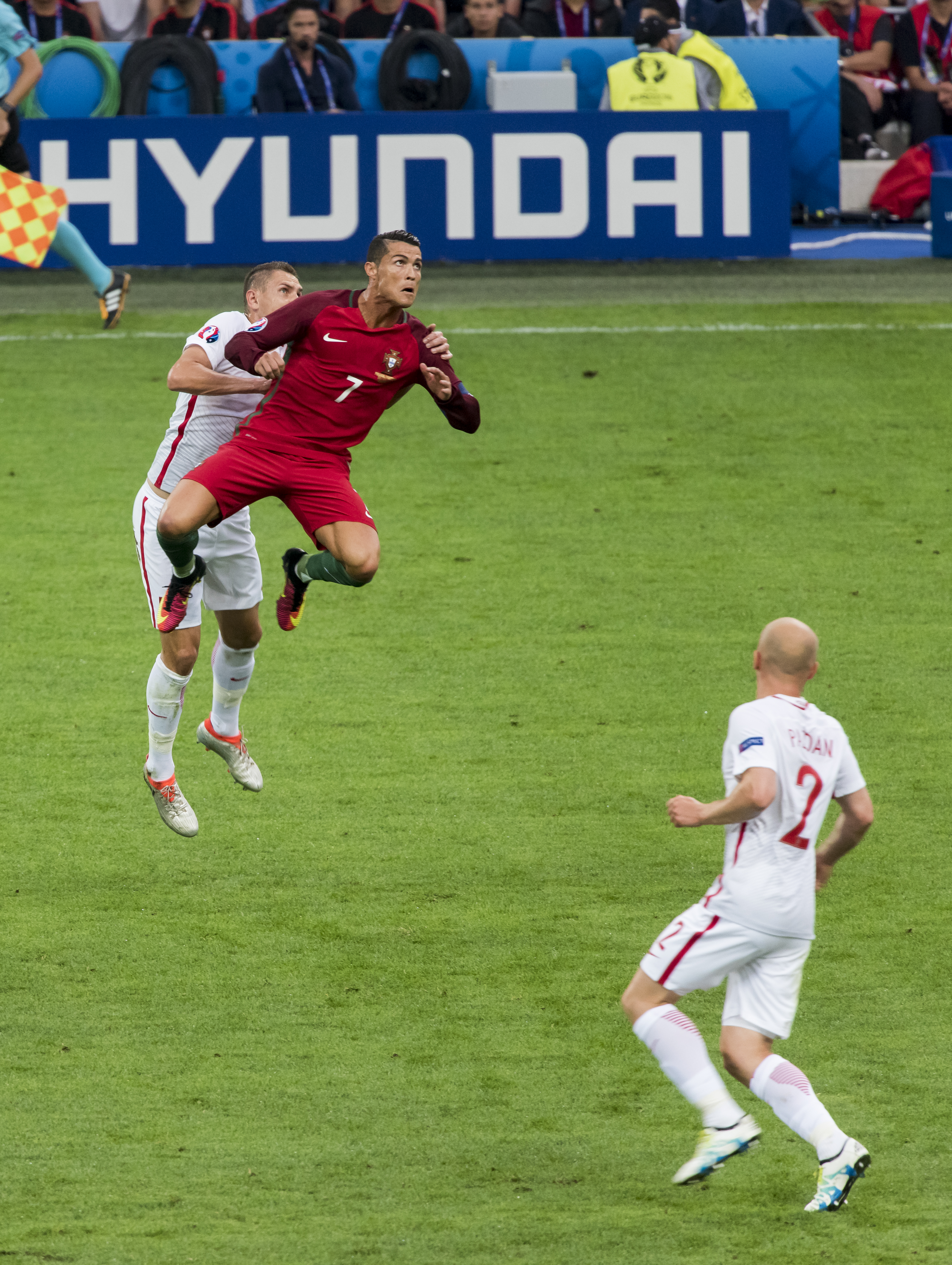
Ronaldo bật nhảy trên không trong trận tứ kết Euro 2016 giữa Bồ Đào Nha và Ba Lan

Vào năm 2016, Ronaldo đã dẫn dắt Bồ Đào Nha đến với danh hiệu đầu tiên trong lịch sử của họ tại UEFA Euro 2016, dẫu cho anh phải rời sân ở phút 25 trong trận chung kết với đội chủ nhà Pháp. Anh được nhận Chiếc giày bạc với tư cách là cầu thủ ghi bàn nhiều thứ hai, điều này giúp anh giành Quả bóng vàng thứ tư vào cuối năm. Với chiến tích trên, Bồ Đào Nha đã có lần đầu tiên góp mặt tại FIFA Confederations Cup tổ chức tại Nga, nơi họ đứng ở vị trí thứ ba chung cuộc. Ronaldo cũng được bầu là cầu thủ xuất sắc nhất trong cả ba trận đấu vòng bảng của Bồ Đào Nha.
Tại World Cup 2018, Ronaldo ghi cả 3 bàn thắng trong trận hòa 3–3 trước Tây Ban Nha, trở thành cầu thủ lớn tuổi nhất lập hat-trick trong một trận đấu World Cup. Ở trận đấu tiếp theo, anh ghi bàn duy nhất giúp Bồ Đào Nha đánh bại Morocco 1–0, qua đó phá kỷ lục của Puskás để trở thành cầu thủ châu Âu ghi nhiều bàn thắng quốc tế nhất trong lịch sử (85 bàn). Với những màn trình diễn xuất sắc tại giải đấu, Ronaldo đã góp mặt vào Đội hình trong mơ của World Cup.
Ronaldo đã dẫn dắt Bồ Đào Nha giành chức vô địch UEFA Nations League lần đầu tiên vào năm 2019, đồng thời nhận danh hiệu Vua phá lưới ở vòng chung kết. Anh còn đoạt Chiếc giày vàng với tư cách là cầu thủ ghi nhiều bàn thắng nhất tại Euro 2020. Ronaldo trở thành cầu thủ đầu tiên ghi bàn tại năm kỳ Euro. Vào ngày 23 tháng 6 năm 2021, trong trận đấu vòng bảng với Pháp tại Euro 2020, Ronaldo đã lập cú đúp, qua đó phá kỷ lục ghi bàn của Ali Daei để trở thành nam cầu thủ ghi nhiều bàn thắng nhất trong lịch sử các giải đấu quốc tế.

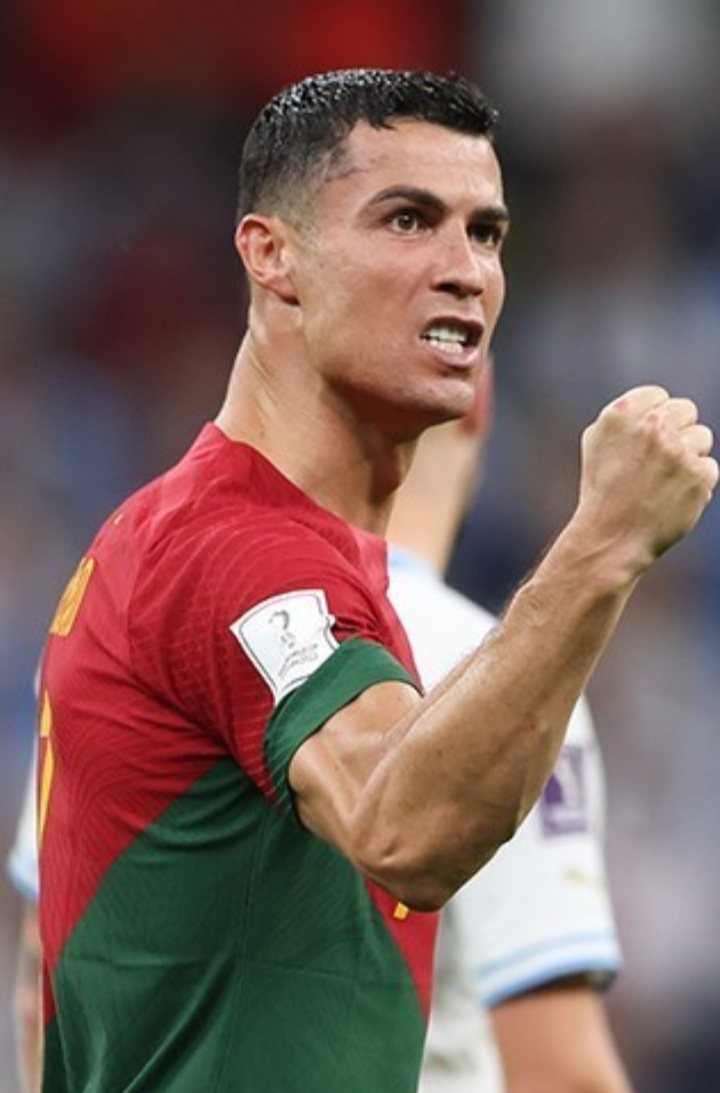
Ronaldo trong trận đấu vòng bảng gặp Uruguay tại World Cup 2022

Vào ngày 9 tháng 10, Ronaldo ghi bàn mở tỷ số trong chiến thắng 3–0 giao hữu trước Qatar trên sân vận động Algarve; trận đấu này cũng đánh dấu lần thứ 181 khoác áo đội tuyển quốc gia của anh, chính thức vượt qua Sergio Ramos để trở thành cầu thủ châu Âu có số lần ra sân quốc tế nhiều nhất. Trong trận đấu tiếp theo gặp Luxembourg vào ngày 12 tháng 10, cũng tại sân vận động Algarve, Ronaldo lập hat-trick trong chiến thắng 5–0 của Selecao châu Âu, qua đó trở thành cầu thủ đầu tiên ghi được 10 cú hat-trick trong lịch sử bóng đá quốc tế nam.
Tại World Cup 2022, Ronaldo lập công trên chấm phạt đền trong trận đấu đầu tiên vòng bảng với Ghana vào ngày 24 tháng 11, qua đó trở thành cầu thủ đầu tiên trong lịch sử ghi bàn ở 5 kỳ World Cup. Tuy nhiên, sau trận đấu cuối cùng vòng bảng gặp Hàn Quốc, anh đã xảy ra mâu thuẫn với huấn luyện viên Fernando Santos – hệ quả là anh bị loại khỏi đội hình xuất phát của Bồ Đào Nha trong trận đấu vòng 16 đội. Đây là lần đầu tiên kể từ Euro 2008, Ronaldo không có mặt trong đội hình xuất phát của Bồ Đào Nha ở một giải đấu quốc tế lớn, và cũng là lần đầu tiên Bồ Đào Nha bước vào một trận đấu loại trực tiếp mà không có Ronaldo trong đội hình xuất phát tại một giải đấu quốc tế kể từ Euro 2000.
Vào ngày 23 tháng 3 năm 2023, Ronaldo lập cú đúp vào lưới Liechtenstein trong trận đấu mà anh có lần thứ 197 khoác áo đội tuyển quốc gia, chính thức trở thành cầu thủ nam có số lần ra sân quốc tế nhiều nhất mọi thời đại. Vào ngày 20 tháng 6, Ronaldo có lần ra sân thứ 200 cho Bồ Đào Nha, ghi bàn thắng duy nhất trong chiến thắng 1–0 trên sân khách trước Iceland tại vòng loại Euro, qua đó trở thành cầu thủ đầu tiên trong lịch sử bóng đá quốc tế nam cán mốc 200 lần khoác áo đội tuyển quốc gia Vào ngày 16 tháng 10, Bồ Đào Nha đã giành ngôi đầu bảng vòng loại sau chiến thắng 5–0 trên sân khách trước Bosnia và Herzegovina, Ronaldo đóng góp một cú đúp vào thắng lợi này. Những pha lập công này cũng đánh dấu việc anh ghi được 100 bàn thắng trong mỗi thập kỷ qua (2000, 2010, 2020)).
Với việc ra sân trong trận mở màn của Bồ Đào Nha tại UEFA Euro 2024 gặp Cộng hòa Séc, Ronaldo trở thành cầu thủ đầu tiên tham dự sáu kỳ Euro, trước đó anh cũng là cầu thủ đầu tiên thi đấu ở 5 kỳ Euro. Vào ngày 5 tháng 9 cùng năm, anh ghi bàn thắng thứ 900 trong sự nghiệp giúp đội bóng bán đảo Iberia giành chiến thắng 2–1 trước Croatia tại UEFA Nations League.

## Hồ sơ cầu thủ

### Phong cách chơi bóng
Là cầu thủ tấn công đa năng, Ronaldo có khả năng chơi ở hai cánh cũng như ở trung lộ, nhìn bề ngoài anh là người thuận chân phải, nhưng thực chất anh thuận cả hai chân. Anh được xếp trong số những cầu thủ bóng đá chạy nhanh nhất thế giới, cả khi có bóng hoặc không bóng. Về mặt chiến thuật, Ronaldo đã trải qua nhiều sự thay đổi trong suốt sự nghiệp của mình. Khi ở Sporting và trong mùa giải đầu tiên ở Manchester United, anh thường được bố trí đá như một tiền vệ cánh phải truyền thống, nơi anh thường xuyên thực hiện những quả tạt vào vòng cấm. Tại vị trí này, anh có thể sử dụng tốc độ, sự nhanh nhẹn và kỹ thuật của mình để vượt qua đối phương trong các tình huống một chọi một. Ronaldo trở nên nổi tiếng với khả năng rê bóng và sự tinh tế, thường xuyên thực hiện nhiều kỹ thuật và động tác giả, chẳng hạn như các pha đảo chân và những cú 'chop' đã thành thương hiệu của ngôi sao này; anh còn được biết đến với việc sử dụng flip-flap.

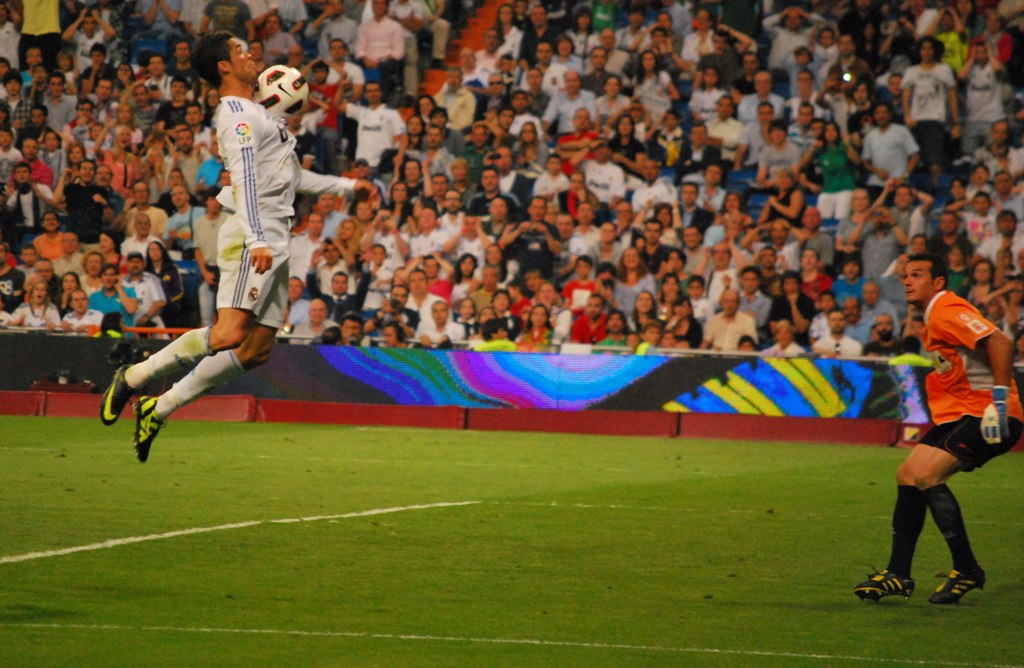
Ronaldo kiểm soát bóng trên ngực trong trận đấu gặp Almería tại La Liga 2010–11. Ở thời kỳ đỉnh cao, anh được biết đến với tốc độ và tinh thần thi đấu vô cùng đặc biệt.

Khi Ronaldo trưởng thành, anh trải qua một số biến chuyển đáng kể về mặt thể chất, phát triển một thân hình cơ bắp cho phép anh có khả năng kiểm soát bóng khi chịu áp lực, cùng với đó là một đôi chân mạnh mẽ mang lại cho anh khả năng bật nhảy xuất chúng. Sức bền và khả năng bật nhảy của anh, kết hợp với độ chính xác khi đánh đầu và chiều cao ấn tượng 1,87 m (6 ft 1+1⁄2 in), giúp anh có lợi thế trong việc giành chiến thắng ở các cuộc không chiến. Những điều này cho phép anh hoạt động như một tiền đạo mục tiêu và khiến anh trở thành một mối đe dọa thực sự trong vòng cấm với các tình huống không chiến; do đó nhiều bàn thắng mà anh ghi được là bằng đầu. Cùng với việc tăng cường thể lực và tốc độ chơi bóng, khả năng ghi bàn của anh được cải thiện đáng kể ở bên phía cánh trái, nơi anh được tự do di chuyển vào trung lộ để kết thúc các đợt tấn công. Anh cũng ngày một đóng vai trò kiến thiết lối chơi cho đội bóng của mình, thường xuyên lùi sâu để nhận bóng, tham gia xây dựng lối chơi chung và tạo cơ hội cho đồng đội, nhờ nhãn quan và khả năng chuyền bóng của mình.
Trong những mùa giải cuối cùng tại United, Ronaldo đảm nhận vai trò tấn công nhiều hơn và có xu hướng chơi trung tâm, hoạt động cả ở vị trí tiền đạo cắm lẫn tiền đạo lùi, thậm chí đôi khi còn là tiền vệ tấn công. Anh dần trở thành một tay săn bàn lão luyện, có khả năng dứt điểm tốt cả trong và ngoài vòng cấm với những cú sút chính xác và mạnh mẽ. Là một cầu thủ sút phạt đền chuẩn xác, anh cũng trở thành một chuyên gia trong các tình huống cố định, nổi tiếng với những cú đá phạt trực tiếp vô cùng uy lực và có quỹ đạo khó lường. Khi thực hiện các quả đá phạt, Ronaldo được biết đến với việc sử dụng kỹ thuật knuckleball, do Juninho Pernambucano phát triển. Ronaldo còn có một tư thế chuẩn bị sút phạt đặc trưng, anh đứng với hai chân dang rộng. Về phong cách sút phạt độc đáo của Ronaldo, cựu trợ lý huấn luyện viên ở Manchester United, Mike Phelan nhận định: "Người khác thì thường đặt bóng xuống, lấy đà, chạy đà và sút. Anh ấy thì đặt bóng xuống, tập trung cao độ, lùi vài bước, chọn cho mình một tư thế đứng hoàn hảo để có thể tiếp xúc bóng ở vị trí tốt nhất. Ronaldo thích là ngôi sao sáng nhất. Anh ấy có chút kiêu ngạo khi sắn quần lên, để lộ cặp đùi, cứ như thể đang muốn nói "Nhìn tôi này". Ronaldo nắm được khía cạnh tiếp thị của một cú sút phạt. Cách Ronaldo sắp đặt nó, cả thế giới đang dõi theo anh ấy."

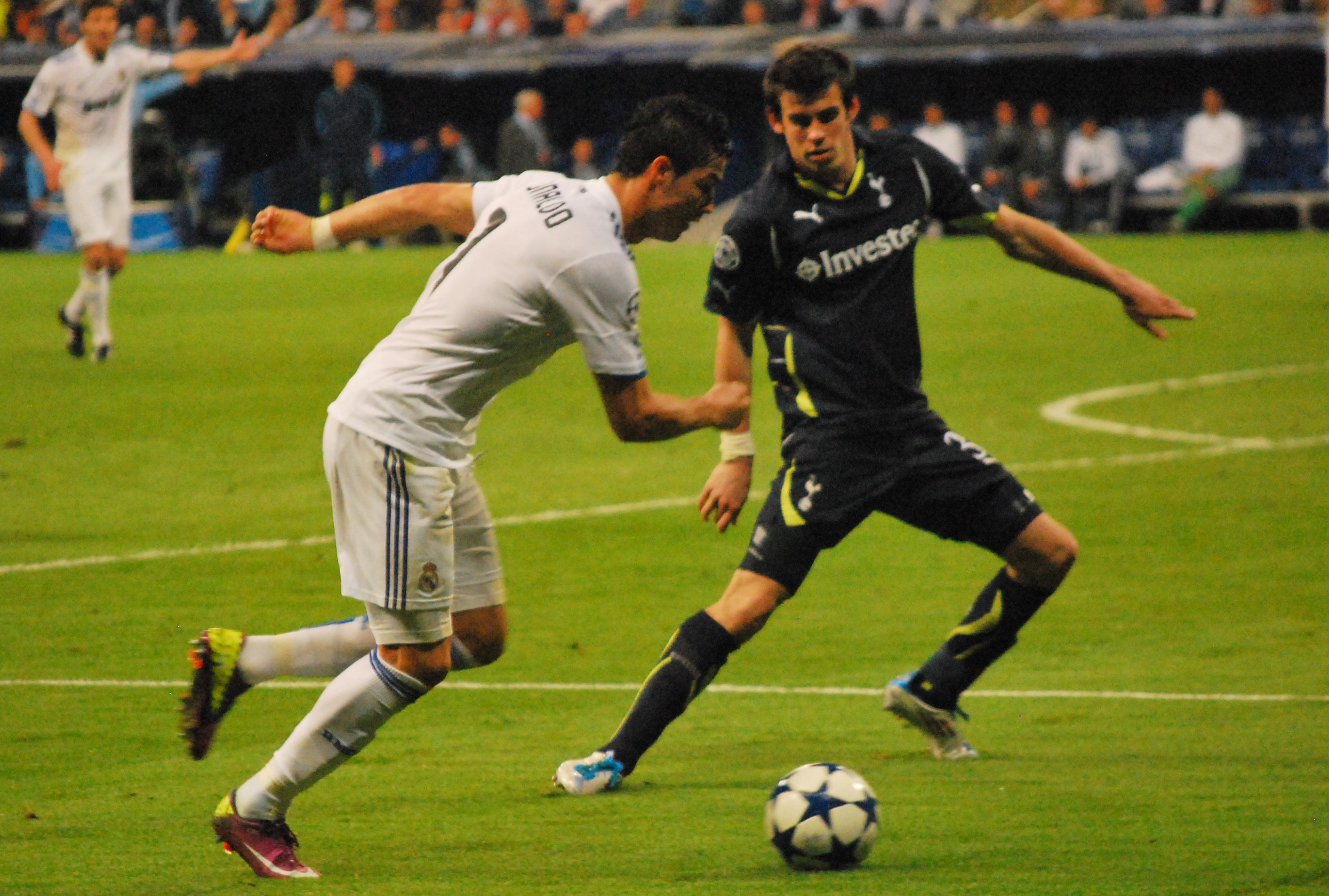
Khi Ronaldo bước sang tuổi 30, anh dần hạn chế việc rê bóng hơn.

Tại Real Madrid, Ronaldo tiếp tục chơi ở vai trò thiên về tấn công, trong khi nhiệm vụ kiến tạo và phòng ngự dần trở nên hạn chế hơn, dù không hoàn toàn biến mất. Ban đầu anh được Manuel Pellegrini và José Mourinho bố trí đá như một tiền đạo trung tâm, Ronaldo về sau lại dạt sang cánh trái, mặc dù vẫn chơi tự do. Vị trí này cho phép anh di chuyển vào trung lộ để kết thúc các đường chọc khe, hoặc loại bỏ hậu vệ đối phương bằng những pha chạy chỗ rồi để lại khoảng trống cho đồng đội phía sau khai thác. Lối chơi tấn công của Madrid còn cho phép anh trở thành một cầu thủ hiệu quả và ổn định hơn, bằng chứng là anh đã lập nhiều kỷ lục ghi bàn. Trong khi nhận được lời khen ngợi trên các phương tiện truyền thông vì khả năng ghi bàn ấn tượng của mình, Ronaldo còn chứng tỏ khả năng kiến tạo hiệu quả cũng trong vai trò này. Vai trò độc đáo này đã được nhiều chuyên gia mô tả là một "cầu thủ biến ảo", "cầu thủ tấn công" hoặc "cầu thủ chạy cánh ghi bàn", vì Ronaldo đôi khi hoạt động hiệu quả như một tiền đạo với những pha chạy chỗ vào vòng cấm, mặc dù anh thực sự chơi ở bên phía cánh trái. Từ năm 2013 trở đi, dưới sự dẫn dắt của huấn luyện viên Carlo Ancelotti, anh đã điều chỉnh lại phong cách thi đấu của mình một cách hiệu quả hơn do những tác động tuổi tác với việc di chuyển không bóng và tham gia đóng góp lối chơi chung ngày càng giảm, ít pha rê bóng và chuyền bóng hơn mỗi trận, thay vào đó tập trung tạo cơ hội và ghi bàn trong cự ly ngắn. Kể từ năm 2017, Ronaldo lại một lần nữa thay đổi lối chơi của mình để trở thành một trung phong tự do dưới thời huấn luyện viên Zinedine Zidane, nơi mà anh tiếp tục thể hiện phong độ xuất sắc và duy trì những kỷ lục làm bàn ấn tượng; ở vị trí này, anh đã nhận được lời tán dương trên các phương tiện truyền thông nhờ khả năng di chuyển thông minh cả khi có bóng và không bóng, khả năng chọn vị trí, cách phối hợp với đồng đội, khả năng dự đoán và thoát khỏi sự kèm cặp của hậu vệ đối phương, tìm kiếm khoảng trống trong vòng cấm và ghi bàn chỉ từ vài pha chạm bóng hoặc cơ hội.
Trong mùa giải đầu tiên tại Juventus, Ronaldo tiếp tục đóng vai trò tấn công ở nhiều vị trí khác nhau dưới thời huấn luyện viên Massimiliano Allegri, tùy thuộc vào đồng đội mà anh được chơi cùng. Mặc dù anh đã đảm nhiệm vai trò tấn công ngày càng mạnh mẽ hơn trong những năm cuối cùng ở Real Madrid, nhưng đôi lúc anh lại chơi ở vị trí tự do, đóng vai trò tiền đạo cắm hoặc trong vai trò bên cánh trái quen thuộc, trong sơ đồ 4–2–3–1 hoặc 4–3–3, trong đó anh thường hoán đổi vị trí với Mario Mandžukić. Tại vị trí này, anh được phép lùi sâu hoặc thậm chí dạt sang cánh phải để nhận bóng và tham gia vào việc xây dựng lối chơi tấn công. Bên cạnh việc ghi bàn cho bản thân, anh bắt đầu tăng cường khả năng đối đầu với cầu thủ đối phương và tạo cơ hội cho đồng đội một cách thường xuyên hơn so với những mùa giải cuối ở Real Madrid. Khi không bóng, anh còn có khả năng tạo ra khoảng trống cho đồng đội bằng việc di chuyển và chạy chỗ vào trong vòng cấm và kết thúc các cơ hội bằng đầu hoặc chân sau khi đón được đường chuyền từ đồng đội. Đôi khi Ronaldo cũng chơi phối hợp tấn công cùng với Mandžukić trong sơ đồ 4–3–1–2, 4–4–2 hoặc 3–5–2. Anh tiếp tục đảm nhiệm vai trò tương tự trong mùa giải thứ hai với câu lạc bộ dưới thời huấn luyện viên Maurizio Sarri.

### Hình tượng
—Cựu huấn luyện viên Alex Ferguson, tháng 1 năm 2013
Ronaldo được coi là một trong hai cầu thủ xuất sắc nhất trong thế hệ của mình, bên cạnh Lionel Messi. Giành Quả bóng vàng đầu tiên ở tuổi 23 vào năm 2008 nhờ số phiếu bầu cao kỷ lục, trong một thập kỷ tiếp theo, Ronaldo thường xuyên xuất hiện trong các cuộc tranh luận xoay quanh câu hỏi ai là cầu thủ vĩ đại nhất trong lịch sử. Được đánh giá cao với khả năng ghi bàn ổn định, anh được coi là nhân tố quyết định làm thay đổi cục diện trận đấu, đặc biệt là trong những thời điểm quan trọng và chịu áp lực khủng khiếp.

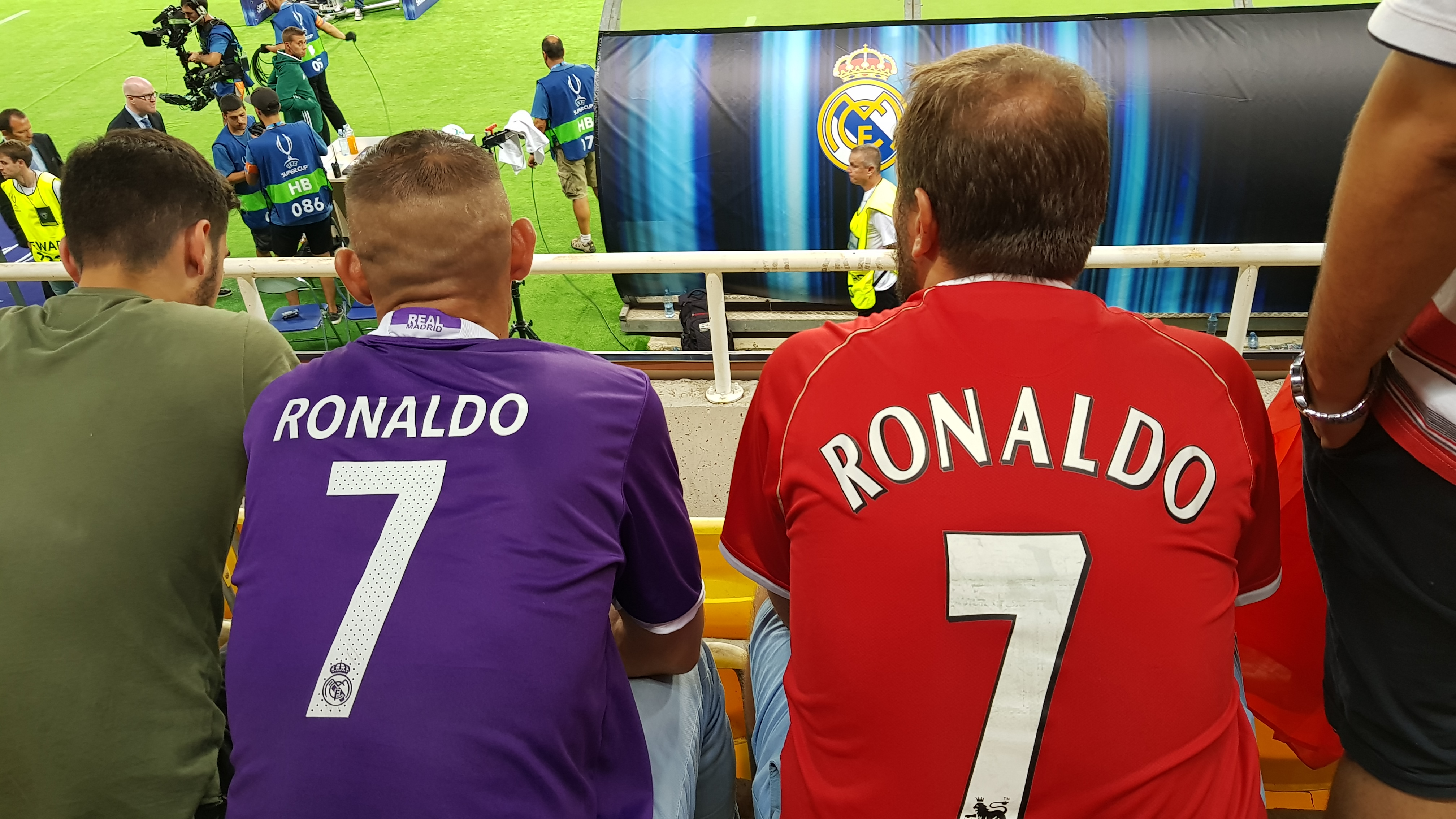
Người hâm mộ Real Madrid (trái; câu lạc bộ hiện tại vào lúc đó của Ronaldo) và Manchester United (phải; câu lạc bộ cũ của Ronaldo trước khi anh trở lại United vào năm 2021) mặc áo số 7 của Ronaldo tại Siêu cúp châu Âu 2017

Ronaldo gây chú ý vì tinh thần thi đấu, điều kiện cơ thể lý tưởng và sự cống hiến trên sân tập, cũng như có tố chất thiên bẩm của một người thủ lĩnh. Về tuổi đời cầu thủ và "những chuẩn bị vô cùng đặc biệt về mặt thể chất" của anh, Adam Bate của Sky Sports nói: "Sự cống hiến là một phần rất lớn trong việc duy trì phong độ đỉnh cao và sự tập trung của Ronaldo có lẽ là vô song trong làng bóng đá." Cựu tuyển thủ Brazil Ronaldo từng chia sẻ rằng mình với Cristiano đều có phong cách chơi bóng khác nhau và chỉ chung khát khao ghi bàn, thế nhưng anh vẫn dành lời khen cho phương pháp tập luyện của cầu thủ người Bồ Đào Nha, nói rằng "chẳng mấy ai biết chăm lo cho cơ thể mình như cậu ta cả. Tôi tập luyện vì đó là nghĩa vụ, còn cậu ta tập luyện vì đam mê." Động lực và quyết tâm thành công của anh được thúc đẩy bởi mong muốn được nhắc đến cùng những danh thủ khác như Pelé và Diego Maradona sau khi giải nghệ. Anh cùng với người đồng hương, huấn luyện viên José Mourinho, được ghi nhận là người truyền cảm hứng cho những thay đổi của bóng đá Bồ Đào Nha trong những năm 2010 và 2020. Đôi khi, anh bị chỉ trích vì hay ăn vạ khi bị đối phương vào bóng. Anh cũng thỉnh thoảng bị huấn luyện viên Alex Ferguson, đồng đội và giới truyền thông chỉ trích vì tính ích kỷ hoặc khoa trương quá mức. Jonathan Wilson của The Guardian cho rằng Ronaldo đã khiến Juventus, câu lạc bộ mà anh gia nhập vào năm 2018 ở tuổi 33, thụt lùi hơn, do "sự mất cân xứng giữa anh với đội bóng", ngay cả khi hiệu suất ghi bàn của anh vẫn tương đối cao.
Trong sự nghiệp của mình, Ronaldo còn được mô tả với "hình tượng kiêu ngạo" trên sân cỏ, Ronaldo nói rằng anh đã trở thành "nạn nhân" vì cách mà bản thân mình được miêu tả trên các phương tiện truyền thông. Người ta thường thấy anh than vãn, lẩm bẩm và cau có trong khi cố gắng truyền động lực cho đội bóng để giành chiến thắng, Ronaldo nhấn mạnh rằng bản tính cạnh tranh trong anh không nên bị nhầm lẫn với sự kiêu ngạo. Nhiều huấn luyện viên, đồng đội và nhà báo cho rằng những hành động này đã tạo nên một hình ảnh không được đẹp về anh.

### Ăn mừng bàn thắng
Ghi bàn là phần khó nhất của môn thể thao này. Một số cầu thủ thậm chí còn không ghi bàn trong lúc luyện tập! Bạn có thể nói gì thêm về cậu ấy? Cậu ấy là một thiên tài!
Ronaldo đã thực hiện một số màn ăn mừng bàn thắng khác nhau trong suốt sự nghiệp, bao gồm màn ăn mừng đã được đưa tin rộng rãi trên các phương tiện truyền thông, khi anh ngồi xổm với tay chống cằm và nhìn thẳng vào camera bên góc sân. Sau khi lập công, anh thường ăn mừng bằng một "cú bật nhảy thật cao" rồi "xoay người", trước khi "tiếp đất theo kiểu đại bàng dang cánh" tạo thành "tư thế phô diễn sức mạch đặc trưng" của mình, đồng thời hét lên "Sí" (theo tiếng Tây Ban Nha và tiếng Ý nghĩa là "có"). Màn ăn mừng thương hiệu này được mệnh danh là "Sii!" trên các phương tiện truyền thông.

### So sánh với Lionel Messi

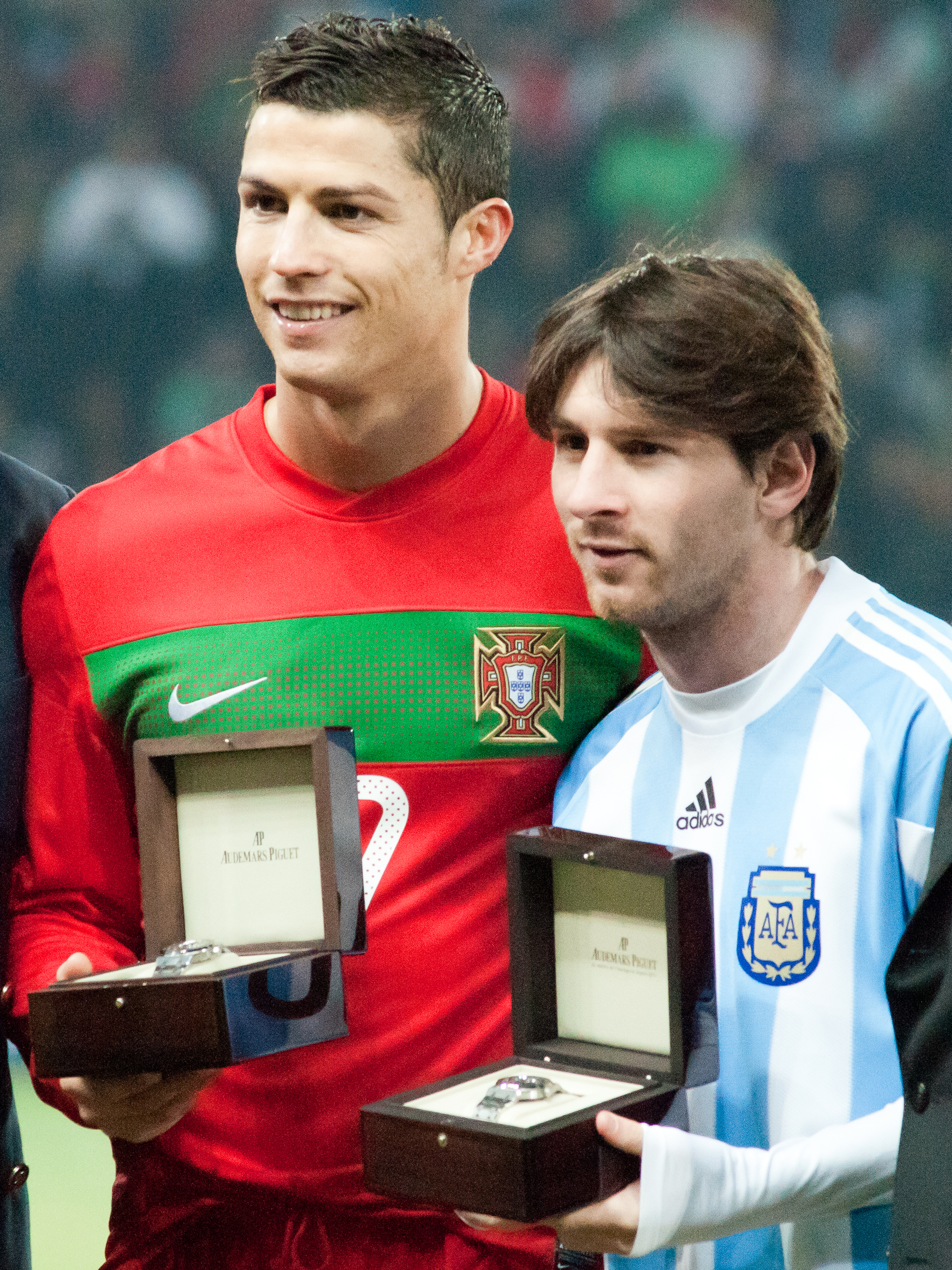
Ronaldo (trái) với Lionel Messi trước trận giao hữu quốc tế giữa Bồ Đào Nha và Argentina vào năm 2011

Cả hai cầu thủ đều ghi bàn trong nhiều trận chung kết UEFA Champions League và thường xuyên phá vỡ cột mốc 50 bàn thắng trong một mùa giải. Các nhà báo và chuyên gia thể thao thường xuyên tranh luận về thành tích cá nhân của cả hai cầu thủ nhằm xem ai sẽ là cầu thủ xuất sắc nhất bóng đá hiện đại hoặc trong lịch sử của môn thể thao này. Nó được so sánh với một số cuộc cạnh tranh thể thao trước đây, trong số đó là Muhammad Ali–Joe Frazier của môn quyền anh, Borg–McEnroe của môn quần vợt và Senna–Prost của môn đua xe Công thức Một. Một số bình luận viên chọn cách phân tích sự khác biệt về ngoại hình và phong cách chơi bóng của cả hai. Một phần của cuộc tranh luận còn xoay quanh tính cách trái ngược của cả hai cầu thủ, Ronaldo đôi khi được miêu tả là một kẻ kiêu ngạo và khoa trương, trong khi Messi được miêu tả là một kẻ nhút nhát, khiêm tốn.
—Ronaldo nhận định về sự kình địch giữa anh với Messi.
Trong một cuộc phỏng vấn vào năm 2012, Ronaldo nhận xét về sự kình địch rằng: "Tôi nghĩ đôi khi chúng tôi thúc đẩy nhau trong từng giải đấu, đây là lý do tại sao sự cạnh tranh này là vô cùng khốc liệt." Alex Ferguson, huấn luyện viên của Ronaldo trong thời gian ở Manchester United, nhận xét: "Tôi không nghĩ sự ganh đua lẫn nhau khiến họ cảm thấy khó chịu. Tôi nghĩ họ có niềm tự tôn riêng về việc muốn trở thành người giỏi nhất." Bản thân Messi cũng phủ nhận mọi sự ganh đua, nói rằng "chỉ có truyền thông, báo chí, những người muốn thổi phồng chúng tôi lên, tôi chưa bao giờ muốn đối đầu với Cristiano." Đáp lại những tuyên bố cho rằng anh và Messi không hợp nhau trên phương diện cá nhân, Ronaldo bình luận: "Chúng tôi không có mối quan hệ ngoài thế giới bóng đá, cũng như chúng tôi không có mối quan hệ với nhiều cầu thủ khác." Ronaldo nói thêm rằng trong nhiều năm tới, anh hy vọng họ có thể cười cùng nhau về điều đó, nói rằng: "Chúng tôi phải nhìn vào sự cạnh tranh này với một tinh thần tích cực, bởi vì đó là một điều tốt." Đại diện cho hai kình địch Barcelona và Real Madrid, cả hai cầu thủ này đều đã đối đầu với nhau ít nhất hai lần mỗi mùa trong trận đấu cấp câu lạc bộ lớn nhất thế giới El Clásico, một trong những sự kiện thể thao thường niên được theo dõi nhiều nhất trên thế giới.
Trong một cuộc tranh luận tại Oxford Union vào tháng 10 năm 2013, khi được hỏi liệu chủ tịch FIFA Sepp Blatter thích Messi hay Ronaldo hơn, Blatter đã bày tỏ sự tôn vinh dành cho tinh thần thi đấu của cầu thủ người Argentina trước khi mỉa mai Ronaldo rằng "một trong số họ chi nhiều tiền cho thợ làm tóc hơn người còn lại." Real Madrid đã yêu cầu và nhanh chóng nhận được lời xin lỗi. Đáp lại bình luận của Blatter về việc Ronaldo là "thuyền trưởng" trên sân, ngôi sao người Bồ Đào Nha đã đưa ra câu trả lời của mình bằng việc thực hiện màn ăn mừng theo kiểu chào quân đội sau khi ghi bàn trên chấm phạt đền vào lưới Sevilla. Vào tháng 8 năm 2019, Ronaldo và Messi đã được phỏng vấn khi ngồi cạnh nhau trước thềm lễ trao giải Cầu thủ nam xuất sắc nhất năm của UEFA, Ronaldo nói: "Tôi đẩy anh ấy và anh ấy cũng đẩy tôi. Vì vậy, thật tốt khi trở thành một phần của lịch sử bóng đá."
Vào tháng 9 năm 2023, Ronaldo tuyên bố rằng cuộc cạnh tranh giữa anh và Messi đã kết thúc và "biến mất", sau 36 trận đấu chính thức và 15 năm "cùng chia sẻ sân khấu". Sau khi Messi dẫn dắt Argentina giành chức vô địch FIFA World Cup 2022, một số nhà phê bình bóng đá, bình luận viên và cầu thủ đã bày tỏ quan điểm cho rằng Messi đã chấm dứt cuộc tranh luận giữa hai cầu thủ.

## Bên ngoài sân cỏ

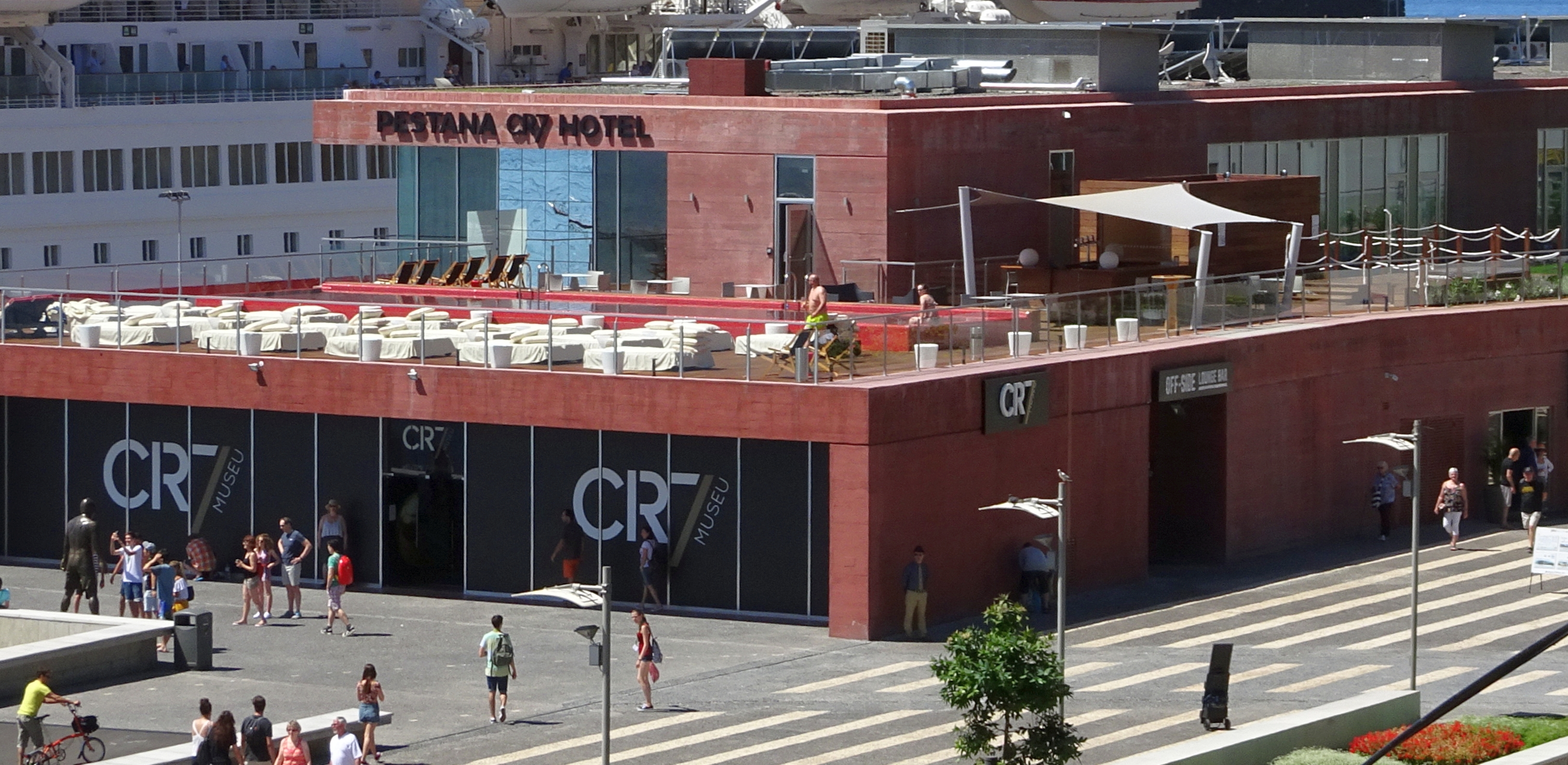
Bảo tàng Cristiano Ronaldo, Museu CR7, tọa lạc tại Funchal, Madeira. Nó được khai trương vào ngày 15 tháng 12 năm 2013.

Khi danh tiếng của anh tăng lên từ thời còn ở Manchester United, Ronaldo đã ký nhiều hợp đồng tài trợ cho các sản phẩm tiêu dùng bao gồm quần áo thể thao, giày bóng đá; kể từ tháng 11 năm 2012, Ronaldo đã mang chiếc Nike Mercurial Vapor phiên bản CR7 cá nhân hóa, nước ngọt, quần áo, dầu nhờn ô tô, tài chính dịch vụ, thiết bị điện tử và trò chơi điện tử. Ronaldo xuất hiện trên bìa trò chơi điện tử FIFA 18 của EA Sports và đóng vai trò quan trọng trong việc quảng bá trò chơi này. Màn ăn mừng bàn thắng 'Siiii' của Ronaldo cũng được đưa vào loạt trò chơi điện tử FIFA, kèm theo giọng nói của chính anh. Anhcòn là gương mặt đại diện cho Pro Evolution Soccer, xuất hiện trên bìa PES 2008, PES 2012 và PES 2013.
Với thu nhập 720 triệu euro (615 triệu bảng) từ năm 2010 đến năm 2019, Ronaldo xếp thứ hai trong danh sách vận động viên thể thao được trả lương cao nhất thập kỷ của Forbes, sau võ sĩ Floyd Mayweather Jr.. Forbes hai lần xếp Ronaldo đứng đầu tiên trong danh sách cầu thủ bóng đá được trả lương cao nhất thế giới; tổng thu nhập của anh đến từ tiền lương, tiền thưởng và các hợp đồng quảng cáo là 73 triệu USD trong năm 2013–14 và 79 triệu USD trong năm 2014–15. Thu nhập sau này giúp anh xếp sau Mayweather trong danh sách vận động viên thể thao được trả lương cao nhất thế giới của Forbes. Năm 2016, anh trở thành cầu thủ bóng đá đầu tiên đứng đầu danh sách vận động viên thể thao có thu nhập cao nhất của Forbes, với tổng thu nhập 88 triệu USD đến từ tiền lương và các hợp đồng quảng cáo của anh trong năm 2015–16. Anh đứng đầu danh sách trong năm thứ hai liên tiếp với tổng thu nhập 93 triệu USD trong năm 2016–17. Anh là cầu thủ bóng đá đầu tiên và là vận động viên thể thao thứ ba kiếm được 1 tỷ USD trong suốt sự nghiệp. Ronaldo là một trong những vận động viên thể thao được tiếp thị nhiều nhất thế giới: SportsPro đánh giá anh là vận động viên được tiếp thị nhiều thứ năm vào năm 2012 và là vận động viên thể thao được tiếp thị nhiều thứ tám vào năm 2013, trong đó cầu thủ bóng đá người Brazil Neymar đứng đầu cả hai danh sách. Công ty nghiên cứu thị trường thể thao Repucom đã vinh danh Ronaldo là cầu thủ bóng đá được tiếp thị và được nhận diện nhiều nhất thế giới vào tháng 5 năm 2014. Anh còn góp mặt trong Time 100 năm 2014, danh sách thường niên của Time về những người có tầm ảnh hưởng nhất trên thế giới. ESPN bình chọn Ronaldo là vận động viên thể thao nổi tiếng nhất thế giới vào năm 2016, 2017, 2018 và 2019.
Ronaldo đã xây dựng một sự hiện diện trực tuyến vô cùng mạnh mẽ. Là vận động viên thể thao nổi tiếng nhất trên mạng xã hội, anh đã có hơn 500 triệu người theo dõi trên Facebook, Twitter và Instagram tính đến tháng 2 năm 2021, khiến anh trở thành người đầu tiên vượt qua cột mốc nửa tỷ người theo dõi. Là người được theo dõi nhiều nhất trên Facebook (170 triệu), người được theo dõi nhiều nhất trên Instagram (631 triệu) và vận động viên thể thao được theo dõi nhiều nhất trên Twitter (111 triệu), những nhà tài trợ của Ronaldo đã thu về 936 triệu USD giá trị truyền thông trên các tài khoản mạng xã hội của anh từ tháng 6 năm 2016 đến tháng 6 năm 2017. Sau khi thông báo về việc tạo kênh YouTube mang tên UR Cristiano vào ngày 21 tháng 8 năm 2024, nó nhanh chóng trở thành kênh đạt 1 triệu người đăng ký nhanh nhất chỉ trong vòng 90 phút. Kênh này cũng tiếp tục lập kỷ lục khi là kênh đạt mốc 5, 10, 20, 30 và 50 triệu người đăng ký nhanh nhất. Ngoài ra, UR Cristiano còn trở thành kênh có số lượng người đăng ký nhiều nhất tại Bồ Đào Nha, vượt qua kênh Nick Jr. phiên bản Bồ Đào Nha. Ronaldo đã phát hành hai ứng dụng di động. Vào tháng 12 năm 2011, anh ra mắt một trò chơi điện tử trên iPhone có tên Heads Up with Cristiano, được phát triển bởi RockLive, và vào tháng 12 năm 2013, anh ra mắt Viva Ronaldo, một trang mạng xã hội và ứng dụng dành riêng cho mình. Công ty bảo mật máy tính McAfee đã công bố một báo cáo vào năm 2012 xếp hạng các cầu thủ bóng đá dựa theo xác suất tìm kiếm trên Internet dẫn đến một trang web không an toàn, trong đó tên của Ronaldo đứng đầu danh sách.

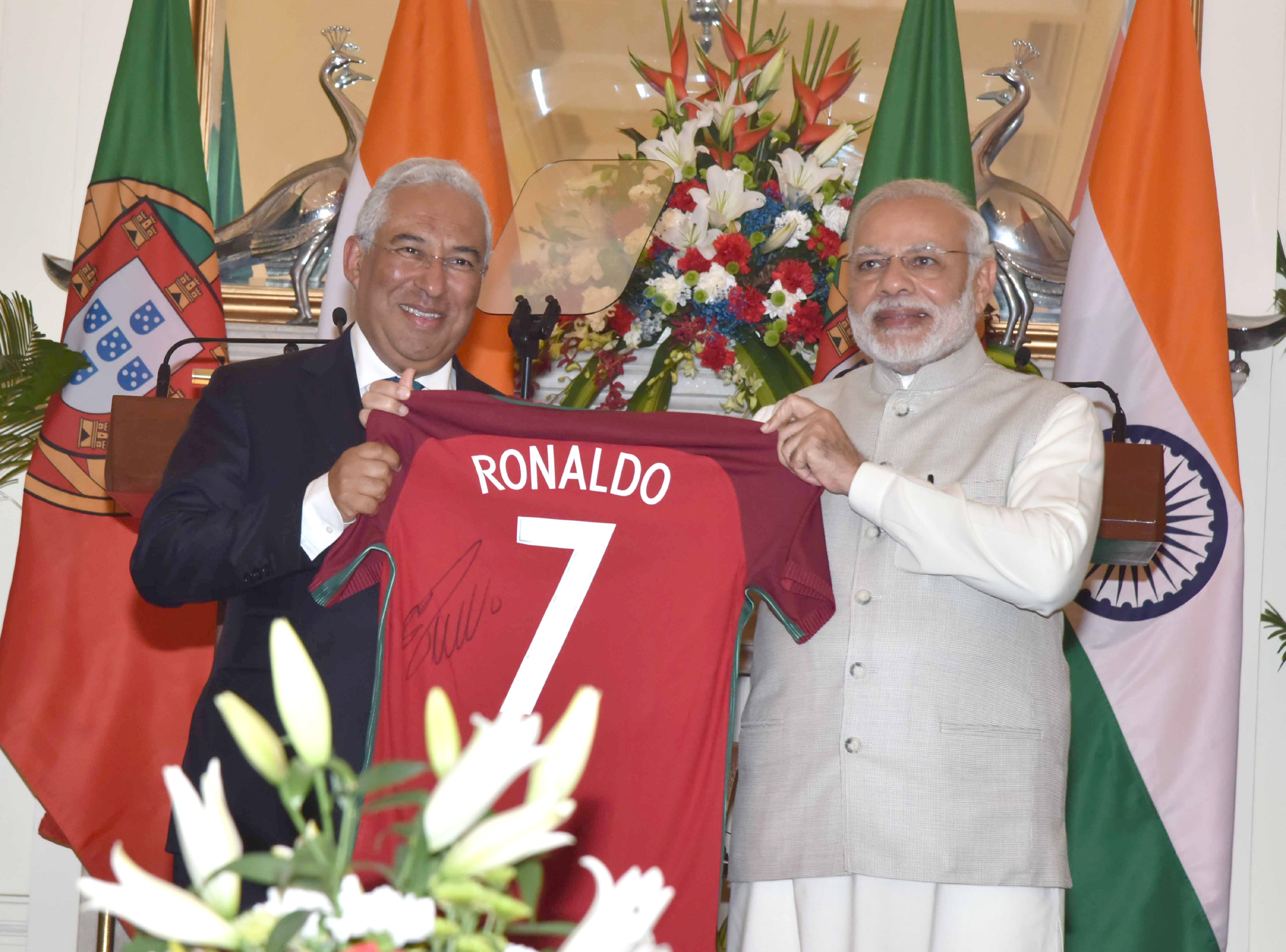
Thủ tướng Bồ Đào Nha António Costa tặng Thủ tướng Ấn Độ Narendra Modi chiếc áo đấu có chữ ký của Ronaldo vào tháng 1 năm 2017

Cuốn tự truyện của Ronaldo có tựa đề Moments, được xuất bản vào tháng 12 năm 2007. Nhà tài trợ Castrol của anh đã sản xuất bộ phim truyền hình Ronaldo: Tested to the Limit, trong đó anh được kiểm tra cả về thể chất lẫn tinh thần trên nhiều lĩnh vực khác nhau; màn trình diễn thể chất của anh đã thu hút sự chú ý của truyền thông toàn cầu khi bộ phim được phát hành vào tháng 9 năm 2011. Cristiano Ronaldo: The World at His Feet, một bộ phim tài liệu do nam diễn viên Benedict Cumberbatch tường thuật lại, được phát hành qua Vimeo vào tháng 6 năm 2014. Một bộ phim tài liệu do Anthony Wonke làm đạo diễn kể về cuộc đời và sự nghiệp của anh mang tên Ronaldo đã được công chiếu vào ngày 9 tháng 11 năm 2015.
Nhu cầu tiêu thụ một chiếc áo bản sao của Ronaldo đã tăng cao trong suốt sự nghiệp của anh. Năm 2008, chiếc áo số 7 Manchester United của Ronaldo là sản phẩm thể thao bán chạy nhất tại Premier League. Năm 2015, chiếc áo số 7 Real Madrid của Ronaldo là sản phẩm thể thao bán chạy thứ hai trên toàn thế giới, sau chiếc áo số 10 Barcelona của Messi. Vào năm 2018, trong vòng 24 giờ đầu tiên kể từ khi chiếc áo số 7 của anh được ra mắt, hơn 520.000 chiếc áo đã được bán, thu về 62,4 triệu USD.
Ronaldo đã khai trương một cửa hàng thời trang mang tên CR7 (tên viết tắt và số áo của anh) trên đảo Madeira vào năm 2006 và tiếp tục mở thêm cửa hàng thứ hai ở Lisboa vào năm 2008. Hợp tác với nhà sản xuất JBS Textile Group và nhà thiết kế thời trang người Mỹ Richard Chai, Ronaldo đã đồng thiết kế một loạt các dòng đồ lót và tất, được phát hành vào tháng 11 năm 2013. Anh mở rộng thương hiệu thời trang CR7 của mình bằng việc tung ra một dòng sản phẩm áo sơ mi và giày cao cấp vào tháng 7 năm 2014. Vào tháng 9 năm 2015, Ronaldo phát hành sản phẩm nước hoa của riêng mình, "Legacy", hợp tác với Eden Parfums.
Năm 2007, C.D. Nacional đã đổi tên khuôn viên đào tạo trẻ của mình thành Cristiano Ronaldo Campus Futebol (Khuôn viên bóng đá Cristiano Ronaldo). Vào tháng 12 năm 2013, Ronaldo khai trương một bảo tàng, Museu CR7, ở quê nhà Funchal, Madeira, nhằm lưu giữ những danh hiệu và kỷ vật; bảo tàng là nhà tài trợ chính thức của đội bóng địa phương União da Madeira. Tại một buổi lễ được tổ chức ở Cung điện Belém vào tháng 1 năm 2014, Tổng thống Bồ Đào Nha Aníbal Cavaco Silva đã trao tặng cho Ronaldo Huân chương Hoàng tử Henry đệ tam đẳng "nhằm công nhận một vận động viên nổi tiếng thế giới đã trở thành biểu tượng của Bồ Đào Nha trên toàn cầu, đóng góp vào tầm nhìn quốc tế của đất nước và là tấm gương về sự bền bỉ cho các thế hệ mai sau." Một bức tượng bằng đồng của Ronaldo, do nghệ sĩ Ricardo Madeira Veloso thiết kế, đã được khánh thành tại Funchal vào ngày 21 tháng 12 năm 2014.
Vào tháng 6 năm 2010, trong khi đang tham dự World Cup, Ronaldo trở thành cầu thủ bóng đá thứ tư – sau Steven Gerrard, Pelé và David Beckham – được làm tượng sáp tại Madame Tussauds London. Một bức tượng sáp khác của anh đã được giới thiệu tại Bảo tàng Sáp Madrid vào tháng 12 năm 2013. Vào tháng 6 năm 2015, các nhà thiên văn học do David Sobral dẫn đầu đến từ Lisboa và Leiden đã phát hiện ra một thiên hà mà họ đặt tên là Cosmos Redshift 7 (CR7) nhằm tri ân Ronaldo.
Vào ngày 23 tháng 7 năm 2016, sau khi Bồ Đào Nha lên ngôi vô địch Euro 2016, sân bay Madeira ở Funchal được đổi tên thành sân bay quốc tế Cristiano Ronaldo. Buổi lễ đổi tên được chính thức diễn ra vào ngày 29 tháng 3 năm 2017, trong đó một bức tượng bán thân của anh được trưng bày. Bức tượng bán thân và việc đổi tên đã gây ra tranh cãi, sự thiếu chính xác của bức tượng bán thân với Ronaldo bị nhiều diễn viên hài chế giễu, bao gồm cả Saturday Night Live, trong khi việc đổi tên là một chủ đề tranh luận tại địa phương của một số chính trị gia và người dân, những người thậm chí đã làm một bản kiến nghị phản đối lại hành động này, một việc làm bị chỉ trích bởi Thống đốc Madeira Miguel Albuquerque. Một năm sau, trang web thể thao Bleacher Report đã ủy quyền cho nhà điêu khắc Emanuel Santos tạo ra một bức tượng bán thân khác; tuy nhiên, bức tượng bán thân này đã không bao giờ được sử dụng và một bức tượng mới được thực hiện bởi một nhà điêu khắc người Tây Ban Nha, được trưng bày trước công chúng vào ngày 15 tháng 6 năm 2018.

## Đời tư

### Gia đình, con cái và các mối quan hệ
Ronaldo có năm người con. Anh lần đầu làm cha vào ngày 17 tháng 6 năm 2010 tại Hoa Kỳ, khi cậu con trai của anh chào đời. Ronaldo có toàn quyền chăm sóc đứa trẻ và theo một thỏa thuận, anh chưa bao giờ công khai danh tính của mẹ đứa trẻ. Vào tháng 1 năm 2015, mối quan hệ kéo dài 5 năm giữa Ronaldo và người mẫu Nga Irina Shayk đã kết thúc.
Ronaldo sau đó trở thành cha của cặp song sinh, cùng sinh ngày 8 tháng 6 năm 2017 tại Hoa Kỳ thông qua mang thai hộ. Anh hiện đang có quan hệ tình cảm với người mẫu Tây Ban Nha gốc Argentina Georgina Rodríguez, người đã hạ sinh một cô con gái vào ngày 12 tháng 11 năm 2017. Cặp đôi dự tính sẽ chào đón thêm một cặp sinh đôi nữa vào năm 2022. Tuy nhiên bé trai không may qua đời trong khi sinh và chỉ có bé gái còn lại là sống sót.
Cha của Ronaldo là José đã qua đời do một căn bệnh gan liên quan đến chứng nghiện rượu ở tuổi 52 vào tháng 9 năm 2005 khi Ronaldo mới 20 tuổi.
Tháng 1 năm 2023, sau khi Ronaldo cùng gia đình chuyển tới Ả Rập Xê Út, không lâu sau bản hợp đồng với đội bóng đang thi đấu ở Saudi Pro League Al Nassr FC, các quan chức của đất nước Hồi giáo này đã đặt ra ngoại lệ cho Ronaldo trong quy định không cho phép những cặp đôi chưa kết hôn sống chung với nhau tại Ả Rập Xê Út. Một luật sư người Ả Rập Xê Út giấu tên đã nói với hãng thông tấn Tây Ban Nha EFE rằng "luật pháp của Vương quốc này vẫn cấm sống chung mà không có hợp đồng hôn nhân", nhưng chính quyền Ả Rập Xê Út đã bắt đầu "nhắm mắt làm ngơ và ngừng truy tố bất kỳ ai, ngay cả khi các điều luật đó được áp dụng khi có sự cố hoặc tội phạm xảy ra."
Ronaldo có một phần tám dòng máu Cape Verde được thừa hưởng từ bà cố của anh. Anh là tín đồ Công giáo.

### Sức khỏe
Ronaldo nói rằng anh không uống rượu, và anh đã nhận được khoản tiền bồi thường về tội vu khống sau khi tờ Daily Mirror đăng tải một bài viết cho rằng anh đã uống nhiều rượu trong một hộp đêm khi đang hồi phục chấn thương vào tháng 7 năm 2008. Ngoài ra, anh cũng không có bất kỳ hình xăm nào vì thường xuyên đi hiến máu và tủy xương.

### Từ thiện

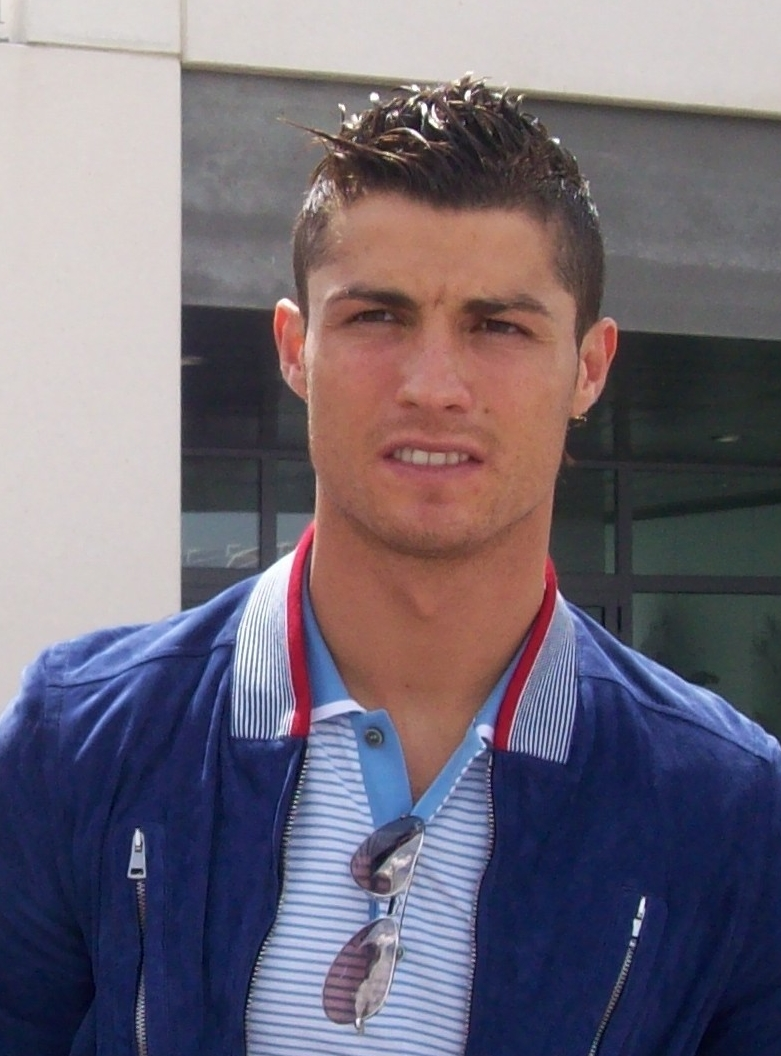
Ronaldo vào năm 2010

Ronaldo đã đóng góp vào nhiều hoạt động thiện nguyện khác nhau trong suốt sự nghiệp. Đoạn video trên truyền hình về trận động đất và sóng thần Ấn Độ Dương 2004 đã ghi lại hình ảnh một cậu bé 8 tuổi còn sống sót tên là Martunis đang mặc áo thi đấu của đội tuyển Bồ Đào Nha bị mắc kẹt trong 19 ngày sau khi gia đình cậu bị thiệt mạng. Sau đó, Ronaldo đến thăm Aceh, Indonesia, để gây quỹ phục hồi và tái thiết lại nơi này. Sau khi nhận được phí bồi thường thiệt hại không được tiết lộ liên quan đến vụ kiện phỉ báng chống lại tờ The Sun vào năm 2008, Ronaldo đã quyên góp khoản tiền đó cho một tổ chức từ thiện ở Madeira. Năm 2009, Ronaldo đã quyên góp 100.000 bảng cho bệnh viện đã cứu sống mẹ anh ở Madeira sau khi bà chiến đấu với căn bệnh ung thư, để họ có thể xây dựng một trung tâm điều trị ung thư trên đảo. Nhằm ủng hộ các nạn nhân của trận lũ lụt Madeira 2010, Ronaldo cam kết sẽ ra sân trong một trận đấu từ thiện tại Madeira giữa câu lạc bộ Primeira Liga Porto và các cầu thủ đến từ hai câu lạc bộ Marítimo và Nacional có trụ sở ở Madeira.
Vào năm 2012, Ronaldo và người đại diện của anh đã trả tiền điều trị chuyên khoa cho một cậu bé người Canaria 9 tuổi bị ung thư giai đoạn cuối. Vào tháng 12 năm 2012, Ronaldo tham gia chương trình "11 for Health" của FIFA nhằm nâng cao nhận thức của trẻ em về cách phòng tránh ma túy, HIV, sốt rét và béo phì. Vào tháng 1 năm 2013, Ronaldo trở thành Đại sứ Toàn cầu mới của Save the Children, nơi anh hy vọng sẽ giúp chống lại nạn đói và béo phì ở trẻ em. Vào tháng 3, Ronaldo đồng ý làm đại sứ cho Diễn đàn Chăm nom Rừng ngập mặn ở Indonesia, một tổ chức nhằm nâng cao nhận thức về bảo tồn rừng ngập mặn.
Ronaldo được vinh danh là vận động viên thể thao làm từ thiện nhiều nhất thế giới năm 2015 sau khi quyên góp 5 triệu bảng cho nỗ lực cứu trợ sau trận động đất ở Nepal khiến hơn 8.000 người thiệt mạng. Vào tháng 6 năm 2016, Ronaldo đã quyên góp toàn bộ số tiền thưởng trị giá 600.000 euro sau khi Real Madrid vô địch Champions League. Vào tháng 8, Ronaldo ra mắt CR7Selfie, một ứng dụng chụp ảnh tự sướng dành riêng cho Save the Children, cho phép những người tham gia có thể selfie cùng anh với nhiều bộ trang phục và tư thế khác nhau.

### Các vấn đề pháp lý
Vào tháng 7 năm 2017, Ronaldo bị cáo buộc trốn thuế gần 15 triệu euro từ năm 2011 đến năm 2014, một cáo buộc mà anh đã phủ nhận vào thời điểm đó. Tháng 6 năm 2018, Ronaldo bị kết án hai năm tù treo và phải nộp phạt 18,8 triệu euro, nhưng sau đó mức phạt được giảm xuống còn 16,8 triệu euro sau khi anh đạt được thỏa thuận với những nhà chức trách Tây Ban Nha. Bản án này có thể được thi hành dưới hình thức quản chế mà không phải ngồi tù, miễn là anh không tái phạm.
Ronaldo và một người đàn ông khác đã bị Cơ quan Công tố Vương quốc Anh điều tra sau khi hai người phụ nữ đưa ra cáo buộc hiếp dâm vào năm 2005. Chỉ vài ngày sau, hai người phụ nữ trên đã rút lại cáo buộc của mình và Scotland Yard sau đó phát đi thông báo cho biết không có đủ bằng chứng để tiến hành truy tố.
Tháng 4 năm 2017, có thông tin Ronaldo đang bị Sở cảnh sát Las Vegas điều tra liên quan tới cáo buộc của một người phụ nữ cho rằng anh đã cưỡng hiếp cô vào năm 2009. Các tài liệu được xác nhận bởi những luật sư của Ronaldo cho biết anh đã trả cho người phụ nữ đó 375.000  trong một thỏa thuận không được tiết lộ. Ronaldo và những luật sư của anh đã bác bỏ tất cả các cáo buộc, mô tả đây là một "chiến dịch bôi nhọ có chủ đích" với những thông tin "bị thay đổi và/hoặc bịa đặt hoàn toàn", song Der Spiegel đã thẳng thừng phủ nhận tuyên bố trên. Vào tháng 7 năm 2019, các công tố viên ở Las Vegas tuyên bố rằng sẽ không khởi tố Ronaldo về cáo buộc hiếp dâm; họ cho biết trong thông cáo chính thức: "Dựa trên việc xem xét thông tin hiện có, những cáo buộc tấn công tình dục nhắm vào Cristiano Ronaldo không thể được chứng minh ngoài một sự nghi ngờ hợp lý." Trước đó, vào tháng 9 năm 2018, cũng chính người phụ nữ này đã đệ đơn kiện dân sự ở Nevada cáo buộc Ronaldo tội hiếp dâm. The Daily Mirror, trích dẫn từ tài liệu tòa án, đưa tin vào năm 2021 rằng người phụ nữ này đã yêu cầu Ronaldo bồi thường 56 triệu bảng. Tháng 10 năm 2021, thẩm phán liên bang Daniel Albregts đã khuyến nghị bãi bỏ vụ kiện với lý do rằng luật sư của người phụ nữ, Leslie Stovall, "đã hành động không trung thực khi yêu cầu, nhận và sử dụng các tài liệu từ Football Leaks để kiện tụng" bất chấp những tài liệu đó chứa đựng các "thông tin đặc quyền" giữa Ronaldo và luật sư của anh. Thêm vào đó, Albregts cũng tuyên bố rằng không có bằng chứng nào cho thấy các luật sư của Ronaldo đã "đe dọa [người phụ nữ] hoặc cản trở cơ quan thực thi pháp luật" trong suốt quá trình giải quyết vụ việc với cô vào năm 2010. Vào tháng 6 năm 2022, vụ kiện hiếp dâm của người phụ nữ đã bị bác bỏ vĩnh viễn tại Tòa án Quận Nevada, khi thẩm phán quận Jennifer A. Dorsey ra phán quyết rằng việc Stovall nhiều lần sử dụng "các tài liệu bị tấn công mạng, chứa thông tin bảo mật giữa luật sư và khách hàng" là hành vi "lạm dụng và vi phạm trắng trợn quy trình tố tụng hợp pháp".

## Thống kê sự nghiệp

### Câu lạc bộ
Tính đến trận đấu diễn ra vào ngày 26 tháng 5 năm 2025
| Câu lạc bộ          | Mùa giải            | Giải đấu            | Giải đấu | Giải đấu | Cúp quốc gia | Cúp quốc gia | Cúp Liên đoàn | Cúp Liên đoàn | Châu lục | Châu lục | Khác | Khác | Tổng cộng | Tổng cộng |
| Câu lạc bộ          | Mùa giải            | Hạng đấu            | Trận     | Bàn      | Trận         | Bàn          | Trận          | Bàn           | Trận     | Bàn      | Trận | Bàn  | Trận      | Bàn       |
| ------------------- | ------------------- | ------------------- | -------- | -------- | ------------ | ------------ | ------------- | ------------- | -------- | -------- | ---- | ---- | --------- | --------- |
| Sporting CP B       | 2002–03             | Segunda Divisão B   | 2        | 0        | —            | —            | —             | —             | —        | —        | —    | —    | 2         | 0         |
| Sporting CP         | 2002–03             | Primeira Liga       | 25       | 3        | 3            | 2            | —             | —             | 3        | 0        | 0    | 0    | 31        | 5         |
| Manchester United   | 2003–04             | Premier League      | 29       | 4        | 5            | 2            | 1             | 0             | 5        | 0        | 0    | 0    | 40        | 6         |
| Manchester United   | 2004–05             | Premier League      | 33       | 5        | 7            | 4            | 2             | 0             | 8        | 0        | 0    | 0    | 9         |           |
| Manchester United   | 2005–06             | Premier League      | 33       | 9        | 2            | 0            | 4             | 2             | 8        | 1        | —    | —    | 47        | 12        |
| Manchester United   | 2006–07             | Premier League      | 34       | 17       | 7            | 3            | 1             | 0             | 11       | 3        | —    | —    | 53        | 23        |
| Manchester United   | 2007–08             | Premier League      | 34       | 31       | 3            | 3            | 0             | 0             | 11       | 8        | 1    | 0    | 49        | 42        |
| Manchester United   | 2008–09             | Premier League      | 33       | 18       | 2            | 1            | 4             | 2             | 12       | 4        | 2    | 1    | 53        | 26        |
| Manchester United   | Tổng cộng           | Tổng cộng           | 196      | 84       | 26           | 13           | 12            | 4             | 55       | 16       | 3    | 1    | 292       | 118       |
| Real Madrid         | 2009–10             | La Liga             | 29       | 26       | 0            | 0            | —             | —             | 6        | 7        | —    | —    | 35        | 33        |
| Real Madrid         | 2010–11             | La Liga             | 34       | 40       | 8            | 7            | —             | —             | 12       | 6        | —    | —    | 54        | 53        |
| Real Madrid         | 2011–12             | La Liga             | 38       | 46       | 5            | 3            | —             | —             | 10       | 10       | 2    | 1    | 55        | 60        |
| Real Madrid         | 2012–13             | La Liga             | 34       | 34       | 7            | 7            | —             | —             | 12       | 12       | 2    | 2    | 55        | 55        |
| Real Madrid         | 2013–14             | La Liga             | 30       | 31       | 6            | 3            | —             | —             | 11       | 17       | —    | —    | 47        | 51        |
| Real Madrid         | 2014–15             | La Liga             | 35       | 48       | 2            | 1            | —             | —             | 12       | 10       | 5    | 2    | 54        | 61        |
| Real Madrid         | 2015–16             | La Liga             | 36       | 35       | 0            | 0            | —             | —             | 12       | 16       | —    | —    | 48        | 51        |
| Real Madrid         | 2016–17             | La Liga             | 29       | 25       | 2            | 1            | —             | —             | 13       | 12       | 2    | 4    | 46        | 42        |
| Real Madrid         | 2017–18             | La Liga             | 27       | 26       | 0            | 0            | —             | —             | 13       | 15       | 4    | 3    | 44        | 44        |
| Real Madrid         | Tổng cộng           | Tổng cộng           | 292      | 311      | 30           | 22           | —             | —             | 101      | 105      | 15   | 12   | 438       | 450       |
| Juventus            | 2018–19             | Serie A             | 31       | 21       | 2            | 0            | —             | —             | 9        | 6        | 1    | 1    | 43        | 28        |
| Juventus            | 2019–20             | Serie A             | 33       | 31       | 4            | 2            | —             | —             | 8        | 4        | 1    | 0    | 46        | 37        |
| Juventus            | 2020–21             | Serie A             | 33       | 29       | 4            | 2            | —             | —             | 6        | 4        | 1    | 1    | 44        | 36        |
| Juventus            | 2021–22             | Serie A             | 1        | 0        | 0            | 0            | —             | —             | 0        | 0        | 0    | 0    | 1         | 0         |
| Juventus            | Tổng cộng           | Tổng cộng           | 98       | 81       | 10           | 4            | —             | —             | 23       | 14       | 3    | 2    | 134       | 101       |
| Manchester United   | 2021–22             | Premier League      | 30       | 18       | 1            | 0            | 0             | 0             | 7        | 6        | —    | —    | 38        | 24        |
| Manchester United   | 2022–23             | Premier League      | 10       | 1        | 0            | 0            | 0             | 0             | 6        | 2        | —    | —    | 16        | 3         |
| Manchester United   | Tổng cộng           | Tổng cộng           | 40       | 19       | 1            | 0            | 0             | 0             | 13       | 8        | —    | —    | 54        | 27        |
| Al Nassr            | 2022–23             | Saudi Pro League    | 16       | 14       | 2            | 0            | —             | —             | —        | —        | 1    | 0    | 19        | 14        |
| Al Nassr            | 2023–24             | Saudi Pro League    | 31       | 35       | 4            | 3            | —             | —             | 9        | 6        | 7    | 6    | 51        | 50        |
| Al Nassr            | 2024–25             | Saudi Pro League    | 30       | 25       | 1            | 0            | —             | —             | 8        | 8        | 2    | 2    | 41        | 35        |
| Al Nassr            | Tổng cộng           | Tổng cộng           | 77       | 74       | 7            | 3            | —             | —             | 17       | 14       | 10   | 8    | 111       | 99        |
| Tổng cộng sự nghiệp | Tổng cộng sự nghiệp | Tổng cộng sự nghiệp | 730      | 572      | 77           | 44           | 12            | 4             | 212      | 157      | 31   | 23   | 1062      | 800       |

1. ↑  Bao gồm Taça de Portugal, Cúp FA, Copa del Rey, Coppa Italia, King Cup
2. ↑  Bao gồm Football League Cup
3. ↑  Tất cả các lần ra sân tại UEFA Champions League, trừ khi có ghi chú khác
4. ↑  Một lần ra sân ở vòng sơ loại thứ ba UEFA Champions League, hai lần ra sân ở UEFA Cup
5. ↑  Một lần ra sân tại vòng sơ loại thứ ba UEFA Champions League
6. ↑  Hai lần ra sân và một bàn thắng tại vòng sơ loại thứ ba UEFA Champions League
7. ↑  Ra sân tại FA Community Shield
8. 1 2  Ra sân tại FIFA Club World Cup
9. ↑  Không tính bàn thắng được ghi vào lưới Real Sociedad vào ngày 18 tháng 9 năm 2010. Marca, đơn vị trao giải Pichichi, cho nó là của Ronaldo, trong khi La Liga và UEFA cho nó là của Pepe.[424]
10. 1 2  Ra sân tại Supercopa de España
11. ↑  Một lần ra sân và hai bàn thắng tại UEFA Super Cup, hai lần ra sân tại Supercopa de España, hai lần ra sân tại FIFA Club World Cup
12. ↑  Một lần ra sân tại UEFA Super Cup, một lần ra sân và một bàn thắng tại Supercopa de España, hai lần ra sân và hai bàn thắng tại FIFA Club World Cup
13. 1 2 3  Một lần ra sân tại Supercoppa Italiana
14. ↑  Ra sân tại UEFA Europa League
15. 1 2  Ra sân tại Siêu cúp Ả Rập Xê Út
16. 1 2  Ra sân tại AFC Champions League
17. ↑  Sáu lần ra sân và sáu bàn thắng tại Arab Club Champions Cup, một lần ra sân tại Siêu cúp Ả Rập Xê Út

### Đội tuyển quốc gia
Tính đến trận đấu diễn ra vào ngày 8 tháng 6 năm 2025
| Đội                 | Năm                 | Chính thức | Chính thức | Giao hữu | Giao hữu | Tổng cộng | Tổng cộng |
| Đội                 | Năm                 | Trận       | Bàn        | Trận     | Bàn      | Trận      | Bàn       |
| ------------------- | ------------------- | ---------- | ---------- | -------- | -------- | --------- | --------- |
| U15 Bồ Đào Nha      | 2001                | 2          | 1          | 7        | 6        | 9         | 7         |
| U17 Bồ Đào Nha      | 2001                | —          | —          | 3        | 2        | 3         | 2         |
| U17 Bồ Đào Nha      | 2002                | 4          | 3          | 0        | 0        | 4         | 3         |
| U17 Bồ Đào Nha      | Tổng cộng           | 4          | 3          | 3        | 2        | 7         | 5         |
| U20 Bồ Đào Nha      | 2003                | —          | —          | 5        | 1        | 5         | 1         |
| U21 Bồ Đào Nha      | 2002                | 0          | 0          | 1        | 1        | 1         | 1         |
| U21 Bồ Đào Nha      | 2003                | 7          | 2          | 2        | 0        | 9         | 2         |
| U21 Bồ Đào Nha      | Tổng cộng           | 7          | 2          | 3        | 1        | 10        | 3         |
| U23 Bồ Đào Nha      | 2004                | 2          | 1          | 1        | 1        | 3         | 2         |
| Bồ Đào Nha          | 2003                | —          | —          | 2        | 0        | 2         | 0         |
| Bồ Đào Nha          | 2004                | 11         | 7          | 5        | 0        | 16        | 7         |
| Bồ Đào Nha          | 2005                | 7          | 2          | 4        | 0        | 11        | 2         |
| Bồ Đào Nha          | 2006                | 10         | 4          | 4        | 2        | 14        | 6         |
| Bồ Đào Nha          | 2007                | 9          | 5          | 1        | 0        | 10        | 5         |
| Bồ Đào Nha          | 2008                | 5          | 1          | 3        | 0        | 8         | 1         |
| Bồ Đào Nha          | 2009                | 5          | 0          | 2        | 1        | 7         | 1         |
| Bồ Đào Nha          | 2010                | 6          | 3          | 5        | 0        | 11        | 3         |
| Bồ Đào Nha          | 2011                | 6          | 5          | 2        | 2        | 8         | 7         |
| Bồ Đào Nha          | 2012                | 9          | 4          | 4        | 1        | 13        | 5         |
| Bồ Đào Nha          | 2013                | 6          | 7          | 3        | 3        | 9         | 10        |
| Bồ Đào Nha          | 2014                | 5          | 3          | 4        | 2        | 9         | 5         |
| Bồ Đào Nha          | 2015                | 4          | 3          | 1        | 0        | 5         | 3         |
| Bồ Đào Nha          | 2016                | 10         | 10         | 3        | 3        | 13        | 13        |
| Bồ Đào Nha          | 2017                | 10         | 10         | 1        | 1        | 11        | 11        |
| Bồ Đào Nha          | 2018                | 4          | 4          | 3        | 2        | 7         | 6         |
| Bồ Đào Nha          | 2019                | 10         | 14         | —        | —        | 10        | 14        |
| Bồ Đào Nha          | 2020                | 4          | 2          | 2        | 1        | 6         | 3         |
| Bồ Đào Nha          | 2021                | 11         | 11         | 3        | 2        | 14        | 13        |
| Bồ Đào Nha          | 2022                | 12         | 3          | —        | —        | 12        | 3         |
| Bồ Đào Nha          | 2023                | 9          | 10         | —        | —        | 9         | 10        |
| Bồ Đào Nha          | 2024                | 10         | 5          | 2        | 2        | 12        | 7         |
| Bồ Đào Nha          | 2025                | 4          | 3          | 0        | 0        | 4         | 3         |
| Tổng cộng           | Tổng cộng           | 167        | 116        | 54       | 22       | 221       | 138       |
| Tổng cộng sự nghiệp | Tổng cộng sự nghiệp | 182        | 123        | 73       | 33       | 255       | 156       |

Ghi chú
1. ↑  Ra sân tại European Youth Summer Olympic Festival 2001.
2. ↑  Hai lần ra sân và ba bàn thắng ở vòng loại giải vô địch bóng đá U-17 châu Âu 2002, hai lần ra sân ở Giải vô địch bóng đá U-17 châu Âu 2002.
3. ↑  Ra sân tại Giải Toulon 2003.
4. ↑  Ra sân tại vòng loại giải vô địch bóng đá U-21 châu Âu 2004.
5. ↑  Ra sân tại Thế vận hội Mùa hè 2004.
6. ↑  Sáu lần ra sân và hai bàn thắng ở UEFA Euro 2004, năm lần ra sân và năm bàn thắng ở vòng loại FIFA World Cup 2006.
7. ↑  Ra sân tại vòng loại FIFA World Cup 2006.
8. ↑  Sáu lần ra sân và một bàn thắng ở FIFA World Cup 2006, bốn lần ra sân và ba bàn thắng ở vòng loại UEFA Euro 2008.
9. ↑  Ra sân ở vòng loại UEFA Euro 2008.
10. ↑  Ba lần ra sân và một bàn thắng ở UEFA Euro 2008, hai lần ra sân ở vòng loại FIFA World Cup 2010.
11. ↑  Ra sân ở vòng loại FIFA World Cup 2010.
12. ↑  Bốn lần ra sân và một bàn thắng tại FIFA World Cup 2010, hai lần ra sân và hai bàn thắng tại vòng loại UEFA Euro 2012.
13. ↑  Ra sân tại vòng loại UEFA Euro 2012.
14. ↑  Năm lần ra sân và ba bàn thắng ở UEFA Euro 2012, bốn lần ra sân và một bàn thắng ở vòng loại FIFA World Cup 2014.
15. ↑  Ra sân tại vòng loại FIFA World Cup 2014.
16. ↑  Ba lần ra sân và một bàn thắng tại FIFA World Cup 2014, hai lần ra sân và hai bàn thắng tại vòng loại UEFA Euro 2016.
17. ↑  Ra sân ở vòng loại UEFA Euro 2016.
18. ↑  Bảy lần ra sân và ba bàn thắng tại UEFA Euro 2016, ba lần ra sân và bảy bàn thắng tại vòng loại FIFA World Cup 2018.
19. ↑  Sáu lần ra sân và tám bàn thắng ở vòng loại FIFA World Cup 2018, bốn lần ra sân và hai bàn thắng ở FIFA Confederations Cup 2017.
20. ↑  Ra sân tại FIFA World Cup 2018.
21. ↑  Tám lần ra sân và mười một bàn thắng ở vòng loại UEFA Euro 2020, hai lần ra sân và ba bàn thắng ở vòng chung kết UEFA Nations League 2019.
22. ↑  Ra sân tại UEFA Nations League 2020–21.
23. ↑  Bảy lần ra sân và sáu bàn thắng ở vòng loại FIFA World Cup 2022, bốn lần ra sân và năm bàn thắng ở UEFA Euro 2020.
24. ↑  Hai lần ra sân tại vòng loại FIFA World Cup 2022, năm lần ra sân và hai bàn thắng ở UEFA Nations League 2022–23, năm lần ra sân và một bàn thắng tại FIFA World Cup 2022.
25. ↑  Ra sân tại vòng loại UEFA Euro 2024.
26. ↑  Năm lần ra sân tại UEFA Euro 2024, năm lần ra sân và năm bàn thắng tại UEFA Nations League 2024–25.
27. ↑  Số lần ra sân tại vòng chung kết UEFA Nations League 2025.

## Danh hiệu
Sporting CP

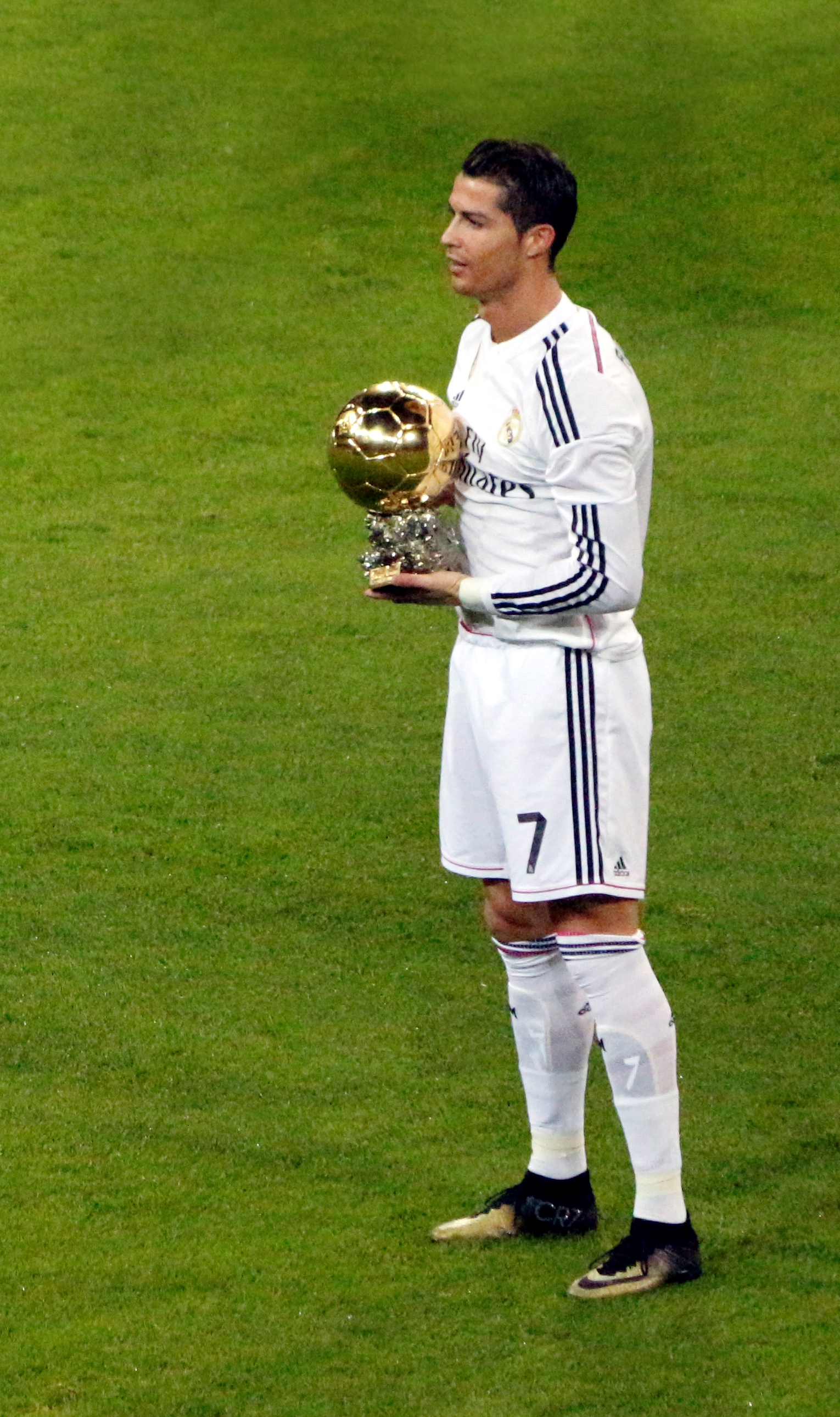
Cristiano Ronaldo, với danh hiệu Quả bóng vàng thứ ba, tại Santiago Bernabéu vào tháng 1 năm 2015

- Supertaça Cândido de Oliveira: 2002

Manchester United
- Premier League: 2006–07, 2007–08, 2008–09
- FA Cup: 2003–04
- EFL Cup: 2005–06, 2008–09
- FA Community Shield: 2007, 2008
- UEFA Champions League: 2007–08
- FIFA Club World Cup: 2008

Real Madrid
- La Liga: 2011–12, 2016–17
- Copa del Rey: 2010–11, 2013–14
- Supercopa de España: 2012, 2017
- UEFA Champions League: 2013–14, 2015–16, 2016–17, 2017–18
- UEFA Super Cup: 2014, 2016, 2017
- FIFA Club World Cup: 2014, 2016, 2017

Juventus
- Serie A: 2018–19, 2019–20
- Coppa Italia: 2020–21
- Supercoppa Italiana: 2018, 2020

Al Nassr
- Arab Club Champions Cup: 2023[194]

U20 Bồ Đào Nha
- Toulon Tournament: 2003[429]

Bồ Đào Nha
- UEFA European Championship: 2016[430]
- UEFA Nations League: 2018–19[225], 2024–25

Cá nhân
- Quả bóng vàng FIFA/Quả bóng vàng châu Âu: 2008, 2013, 2014, 2016, 2017[1][428]
- Cầu thủ xuất sắc nhất năm của FIFA: 2008[1]
- Cầu thủ nam xuất sắc nhất năm của FIFA (The Best FIFA Men's Player): 2016, 2017[1]
- Giải thưởng Đặc biệt của FIFA dành cho Thành tựu nghề nghiệp xuất sắc (The Best FIFA Special Award for Outstanding Career Achievement): 2021[431]
- Giải thưởng Cầu thủ nam xuất sắc nhất năm của UEFA: 2007–08, 2013–14, 2015–16, 2016–17
- Chiếc giày vàng châu Âu: 2007–08, 2010–11, 2013–14, 2014–15[1][428]
- Bàn chân vàng: 2020[432]
- Quả bóng vàng FIFA Club World Cup: 2016
- Giải thưởng đặc biệt của UEFA cho Cầu thủ ghi bàn nhiều nhất lịch sử UEFA Champions League (The Best Special Award of UEFA Champions League All-Time Top Scorer): 2024[433]
- Giải thưởng FIFA Puskás: 2009
- Đội hình xuất sắc nhất giải vô địch bóng đá châu Âu: 2004;[434] 2012;[435] 2016[436]
- Chiếc giày vàng giải vô địch bóng đá châu Âu: 2020
- Cầu thủ Ngoại hạng Anh xuất sắc nhất mùa giải: 2006–07, 2007–08[427]
- Cầu thủ xuất sắc nhất La Liga: 2013–14[114]
- Cầu thủ xuất sắc nhất Serie A: 2019,[437] 2020[438]
- Chiếc giày vàng Ngoại hạng Anh: 2007–08[427]
- Cúp Pichichi: 2010–11, 2013–14, 2014–15
- Capocannoniere: 2020–21[439]
- Cầu thủ Bồ Đào Nha xuất sắc nhất năm của FPF: 2016,[440] 2017, 2018, 2019, 2022

Huân chương
- Huân chương Công trạng, Huân chương Đức Mẹ Vô nhiễm Nguyên tội xứ Vila Viçosa (Hoàng gia Bồ Đào Nha)[441]
- Huân chương Hoàng tử Henry đệ tam đẳng (Grande-Oficial – GOIH)[442]
- Huân chương Công trạng đệ tam đẳng (Comendador – ComM)[443]
- Cordão Autonómico de Distinção[444]